# Liste der Kulturdenkmäler in Mainz-Altstadt
In der Liste der Kulturdenkmäler in Mainz-Altstadt sind alle Kulturdenkmäler im Ortsbezirk Altstadt der rheinland-pfälzischen Stadt Mainz aufgeführt. Grundlage ist die Denkmalliste des Landes Rheinland-Pfalz (Stand: 5. Dezember 2023).

## Denkmalzonen
| Bezeichnung                                             | Lage | Baujahr                 | Beschreibung | Bild                           |
| ------------------------------------------------------- | --- | ----------------------- | --- | ------------------------------ |
| Denkmalzone Albinistraße                                | Albinistraße 1–17/19 und 2–14, Diether-von-Isenburg-Straße 1, 4, 7, 7a, 9, 11, 13 und 15, Ernst-Ludwig-Platz 1 und 2, Ernst-Ludwig-Straße 2–14 und 7–11, Leo-Trepp-Platz 1, Kaiser-Friedrich-Straße 6, Greiffenklaustraße 1–17 und 4–16, Kaiserstraße 58–98 (gerade Nummern), Rheinallee 1–3d Lage | ab 1899                 | Gelände um das Kurfürstliche Schloss, nach Aufgabe des Bereichs durch das Militär ab 1899 im Rahmen eines Wettbewerbs geplantes neues Stadtzentrum zwischen Altstadt und Neustadt, Neuanlage von Albinistraße (geplant als Geschäftsstraße), Greiffenklaustraße, Ernst-Ludwig-Straße und Diether-von-Isenburg-Straße, bebaut ab 1902 mit Gerichts- (Amtsgericht und Landgericht) und Gefängnisgebäuden, Verwaltungsgebäuden, Stadtbibliothek, Schule, Wohn- und Geschäftshäusern; bedeutend für die Stadtgeschichte und die Geschichte des Städtebaus um 1900 | weitere Bilder Fotos hochladen |
| Denkmalzone Bilhildisstraße                             | Bilhildisstraße 5–15 Lage | ab 1769                 | geschlossene Häuserreihe aus gleichartigen Wohnhäusern, die ab 1769 vom Baumeister Johannes Dielmann zum Wiederverkauf errichtet wurden, dreigeschossige traufständige Putzbauten mit rustizierten Eckeinfassungen und Zwerchhäusern, Nr. 7–15 im Zweiten Weltkrieg ausgebrannt und wiederaufgebaut | weitere Bilder Fotos hochladen |
| Denkmalzone Breidenbacherstraße                         | Breidenbacherstraße 2–6 (gerade Nummern) und 9–19 (ungerade Nummern) Lage | zwischen 1860 und 1880  | geschlossene überwiegend dreigeschossige Bebauung der Breidenbacherstraße mit Einmündung in die Gaustraße, entstanden zwischen 1860 und 1880 | weitere Bilder Fotos hochladen |
| Denkmalzone Domstraße                                   | Domstraße 8–14 (gerade Nummern), Liebfrauenplatz 6 Lage | um 1840                 | einheitliche Front gleich gebildeter spätklassizistischer dreigeschossiger Putzbauten gegenüber der Umbauung des Domkreuzgangs anstelle der Stiftsbauten des untergegangenen Liebfrauenstiftes, um 1840, dem bischöflichen Baurat Joseph Roedler zugeschrieben | Fotos hochladen                |
| Denkmalzone Emmerich-Josef-Straße                       | Emmerich-Josef-Straße 1–18, Breidenbacherstraße 12, 25, Schillerplatz 3, 5, 7, Walpodenstraße 1 Lage | zwischen 1845 und 1870  | oberer Teil der Emmerich-Josef-Straße, der ehemaligen Hauptstraße des neuen Kästrich; repräsentative Wohn- und Handelsbauten zwischen 1845 und 1870 geschlossen dreigeschossig nach weitgehend einheitlichem Konzept in zurückhaltenden klassizistischen Formen errichtet, Fassade von Nr. 5 nachträglich 1881 vorgeblendet, Betonung der Ecken durch Erker an den Häusern Breidenbacherstraße 25, Walpodenstraße 1 und (rekonstruiert) Emmerich-Josef-Straße 2a | weitere Bilder Fotos hochladen |
| Denkmalzone Fischergasse/Rotekopfgasse                  | Fischergasse 4–12 (gerade Nummern), Mailandsgasse 14/16, Rheinstraße 39/41, Rotekopfgasse 2–6 Lage | ab 1561                 | zwischen Fischtor und Heilig-Geist-Spital gelegene Gassen zu beiden Seiten der Stadtmauer, entstanden nach einem großen Brand 1561, von den Zerstörungen des Zweiten Weltkriegs weitgehend verschont; Fischergasse: einheitlich geprägter Straßenraum des 18. Jahrhunderts, Rheinstraße 39 und 41: stark überformte Nachfolgebauten der schon 1625/26 verzeichneten Häusergruppe; Rotekopfgasse 4: Weinstube Rote Kopf; Rotekopfgasse 6: großvolumiges Doppelwohn- und Geschäftshaus, 1836; Mailandsgasse 14 und 16: schlichte Putzbauten, zweite Hälfte des 19. Jahrhunderts | weitere Bilder Fotos hochladen |
| Denkmalzone Große Bleiche                               | Große Bleiche 49/51, Bauhofstraße 1, 3/5, Mittlere Bleiche 40, Schießgartenstraße Lage | zwischen 1742 und 1774  | zwischen 1742 und 1774 zusammengewachsene Blockrandbebauung aus Adelshöfen und kurfürstlichem Marstall, von größter städtebaulicher Wirkung und Bedeutung die symmetrische Durchbildung ganzer Blockfassaden, hochrangiges Dokument einheitlicher Bauorganisation | weitere Bilder Fotos hochladen |
| Denkmalzone Jakobsbergstraße                            | Jakobsbergstraße 8, 10, 12, Neutorstraße 35, 37 Lage | ab 1791                 | Blockbebauung an der Ecke Jakobsbergstraße/Neutorstraße, die im Kern auf die 1791 errichteten einheitlichen dreigeschossigen Mietzinshäuser des Klosters Jakobsberg zurückgehen, im 19. Jahrhundert nach einer Zeit mit Kasernennutzung verändert, zum Teil über den alten Kellern neu errichtet, klassizistische Fassadengestaltung | weitere Bilder Fotos hochladen |
| Denkmalzone Kapuzinerstraße                             | Kapuzinerstraße 14–54 (gerade Nummern), 15–41 (ungerade Nummern), Hänleingäßchen 1, 3, 5, Scharfensteinergäßchen 1, 2, 3, Templergasse Lage | 17. bis 20. Jahrhundert | die gepflasterte Kapuzinerstraße mit den gepflasterten schmalen parallelen Gässchen, die von ihr zum Rhein (heute zur Rheinstraße) führten, samt ihrer Randbebauung, einschließlich der Ignazkirche und des vor ihr liegenden Platzes; verschieferte oder verputzte Fachwerkhäuser mit massiven Erdgeschossen und Zwerchhäusern, kleine Bürgerhäuser und großzügige Wohnhäuser wohlhabender Bürger des 18. Jahrhunderts, Nr. 33/35 im Kern aus dem 17. Jahrhundert, im Bereich des ehemaligen Kapuzinerklosters und des Scharfensteiner Hofes (Nr. 14–16) Mietshäuser des 19. und 20. Jahrhunderts | weitere Bilder Fotos hochladen |
| Denkmalzone Kartäuserstraße                             | Kartäuserstraße 5–16 (alle Nummern) Lage | ab 1862                 | von Stadtbaumeister Joseph Laské 1862 projektierte und anschließend rasch von verschiedenen Bauherren und Architekten bebaute Straße, (vom Komplex des Kartäuser Klosterhofes Teile erhalten in Nr. 14 und 16 und Augustinerstraße 27), drei- und viergeschossige traufständige Häuser in klassizistischer Stilhaltung | Fotos hochladen                |
| Denkmalzone Münsterplatz                                | Münsterplatz 2, Schillerstraße 13 Lage | 1926                    | Neubebauung der Südseite des Münsterplatzes mit der Einmündung der Schillerstraße als Ergebnis eines 1926 ausgeschriebenen Wettbewerbs (Gewinner H. F. W. Kramer und Georg Schaupp) mit dem Komplex aus Telegraphenamt und Finanzamt unter ausdrücklicher Berücksichtigung des barocken Erthaler Hofes, kubisch gegliederte höhengestaffelte Baugruppe in den Formen der neuen Sachlichkeit, das größte städtebauliche Unternehmen der Moderne in Mainz | weitere Bilder Fotos hochladen |
| Denkmalzone Münsterstraße                               | Münsterstraße 12–18 (gerade Nummern), 27, 29, Walpodenstraße 37 Lage | zwischen 1895 und 1905  | zwischen 1895 und 1905 entstandene Eckbebauung aus viergeschossigen Mietshäusern mit Klinkerfassaden, Erkern und Balkonen an der damals im Bereich des niedergelegten Münstertores neu angelegten Straßen; charakteristisches Beispiel Mainzer Wohnhausbaus der Zeit um 1900 | weitere Bilder Fotos hochladen |
| Denkmalzone Neutorstraße                                | Neutorstraße 3–13 (ungerade Nummern) Lage | 1700 bis 1900           | Bebauung des östlichen Endes der Neutorstraße einschließlich der Einmündung in die Dagobertstraße am südlichen Rand der Altstadt mit drei- und viergeschossigen Wohn- und Geschäftshäusern, qualitätvoller Baubestand, der in der Zeit von 1700 bis 1900 zusammengewachsen ist | Fotos hochladen                |
| Denkmalzone Rathaus, Jockel-Fuchs-Platz und Brückenturm | Jockel-Fuchs-Platz Lage | 1970–1974               | Rathaus mit vorgelagertem Rathausplatz, darauf Cafégebäude „Rheingoldterrasse“, Metallpergola, Brunnenbecken und Leuchtpylonen; Fußgängerbrücke über die Rheinstraße sowie Büro- und Ausstellungsgebäude „Brückenturm“, 1971–1974, Architekten Arne Jacobsen und Otto Weitling | weitere Bilder Fotos hochladen |
| Denkmalzone Schillerplatz                               | Schillerplatz Lage | ab dem 16. Jahrhundert  | einheitlich geschlossener Platzraum mit seit dem 16. Jahrhundert verbürgtem, aber sicherlich älterem Grundriss, die moderne Baumbepflanzung hat ihr Vorbild in den 1768 angelegten Baumreihen, der moderne Fassnachtsbrunnen in einem 1760 errichteten Laufbrunnen | weitere Bilder Fotos hochladen |
| Denkmalzone Schönbornstraße                             | Schönbornstraße 1–8 (alle Nummern), Holzhofstraße 32 Lage | 1864 und 1866           | 1864 und 1866 vom Bauunternehmer Christian Lothary errichtete Mietshäuser an der östlichen Schönbornstraße, die im Rahmen des innerstädtischen Ausbaus angelegt wurde, einfache viergeschossige rote Blankziegelbauten mit Zwerchhäusern | Fotos hochladen                |
| Denkmalzone Südöstliche Altstadt                        | Augustinerstraße, Augustinergässchen, Augustinerreul, Badergasse, Bischofsplatz, Bockshöfchen, Domstraße, Erbacherhofgasse, Grebenstraße, Gutenbergplatz, Heiliggrabgasse, Heringsbrunnengasse, Himmelsgasse, Höfchen, Hollagässchen, Johannisstraße, Kartäuserstraße, Kirschgarten, Leichhof, Leichhofstraße, Liebfrauenplatz, Markt, Nasengässchen, Rochusstraße, Schöfferstraße, Schönbornstraße, Weihergarten, Weihergartenstraße, Weintorstraße Lage |                         | innerhalb der römischen Ummauerung gelegenes, von den Bombenschäden des Zweiten Weltkriegs weitgehend verschontes Gebiet um den Dom und südlich daran anschließend; das eng bebaute Gebiet dokumentiert städtische Entwicklungsgeschichte und Stadtbaukunst von den frühmittelalterlichen Anfängen bis zu den planmäßigen Ausbaumaßnahmen des späten 18. und 19. Jahrhunderts | weitere Bilder Fotos hochladen |
| Denkmalzone Uferstraße/Fischtorplatz                    | Uferstraße 3–57, Am Rathaus 1–10, Fischtorplatz 11–23 und 16–22, Rheinstraße 46–48, Lauterenstraße 14, 31–37, 46 und 48, Holzstraße 39–42 und 44 Lage | ab 1886                 | Besterhaltener Teil der Bebauung der Rheinufererweiterung, die nach der Verlegung der Bahnanlagen von hier auf die Landseite von Mainz ab 1886 entstand. Das Gebiet zwischen Rheinstraße und Uferstraße wurde entlang der neuangelegten Straße parzelliert und geschlossen mit mehrgeschossigen Mietshäusern mit Etagenwohnungen, Einfamilienhäusern und Reihenvillen für den gehobenen Bedarf mit zum Teil aufwändigen Fassaden- und Innenraumgestaltungen bebaut. Der Fischtorplatz bildet das Zentrum der Ufererweiterung (hier: Fischtorbrunnen, gestiftet vom Mainzer Verschönerungsverein, Entwurf Rudolf Schreiner 1935; Denkmal der deutschen Einheit, 1955; direkt am Rheinufer: Denkmal für den 1914 gesunkenen Kreuzer Mainz, 1930er Jahre), an Uferstraße und Holzstraße sind den Häuserfronten Vorgärten vorgelagert. | weitere Bilder Fotos hochladen |
| Denkmalzone Untere Gaustraße                            | Gaustraße 42–52 (gerade Nummern) Lage | 18. Jahrhundert         | Die die östliche Straßenwand der Gaustraße zwischen Osteiner Hof und Ölgasse bildende Bebauung aus zwei- bis viergeschossigen Wohn- und Geschäftsbauten samt den Höfen und Rückgebäuden geht auf das 18. Jahrhundert zurück, äußere Erscheinung aus dem 19. Jahrhundert; Nr. 40/42 ehemalige Seifensiederei | weitere Bilder Fotos hochladen |
| Denkmalzone Walpodenstraße                              | Walpodenstraße 7–19 (ungerade Nummern) Lage | 1860er Jahre            | Zeile repräsentativer Wohnhäuser in Neurenaissance- und neugotischen Formen, 1860er Jahre | weitere Bilder Fotos hochladen |
| Denkmalzone Weihergarten                                | Weihergarten 5–12 (alle Nummern), Weihergartenstraße 14–20 (gerade Nummern), Eppichmauergasse 10 Lage | 1789 bis 1793           | Teil des 1789 planmäßig nach Plänen des Architekten Emanuel Joseph von Herigoyen angelegten Quartiers innerhalb der Immunität des Domkapitels, Bebauung bis 1793 abgeschlossen, Weihergarten 10, 11, 12 waren Domherrenkurien, die übrigen Bürgerhäuser, dreigeschossige barock-klassizistische und klassizistische Bauten, (Weihergarten 6 Rekonstruktion von 1977/78), Dokument der Stadtbaukunst des späten 18. Jahrhunderts; zugehörig das Kopfsteinpflaster | weitere Bilder Fotos hochladen |
| Denkmalzone Weißliliengasse/Willigisstraße              | Weißliliengasse 19, 21, 23, Willigisgasse 8 Lage | 1904/05                 | südliche Eckbebauung der Straßenecke Weißliliengasse/Willigisgasse, 1904/05 von Reinhold Weisse errichtete Wohn- und Geschäftshäuser in einheitlichem Verband mit variierten Jugendstilfassaden | Fotos hochladen                |
| Denkmalzone Willigisplatz                               | Ballplatz, Eppichmauergasse, Maria-Ward-Straße, Ölgasse, Pfaffengasse, Stephansberg, Willigisplatz, Willigisstraße Lage |                         | charakteristisches, auf das frühe Mittelalter zurückgehendes Straßennetz, nach Zerstörungen des Dreißigjährigen Krieges im 17. und 18. Jahrhundert locker und mit Gärten durchsetzt bebaut mit Stiftsherrenhäusern und Adelshöfen, zugehörig die Garten- und Grundstücksmauern, die Futtermauer des die Stephanskirche tragenden Berges und die Willigisplatz und Stefansstraße verbindende Treppenanlage | Fotos hochladen                |
| Denkmalzone Zanggasse                                   | Zanggasse 9a, 24–36 (gerade Nummern), Hintere Bleiche 23 Lage | 1885–1897               | typische Wohn- und Geschäftsstraße des Stadterweiterungsgebietes, 1885–1897 geschlossen viergeschossig bebaut, mit schlichten Neurenaissancefassaden | Fotos hochladen                |

## Einzeldenkmäler

### Straßen A bis E
| Bezeichnung                                   | Lage                                                      | Baujahr                               | Beschreibung | Bild                           |
| --------------------------------------------- | --------------------------------------------------------- | ------------------------------------- | --- | ------------------------------ |
| Hofanlage                                     | Acker 2 Lage                                              | um 1800                               | kleine Hofanlage, um 1800; Putzbau, teilweise Fachwerk | Fotos hochladen                |
| Wohnhaus                                      | Acker 4 Lage                                              | Ende des 18. Jahrhunderts             | Putzbau, teilweise Fachwerk, teilweise verschiefert, Ende des 18. Jahrhunderts | Fotos hochladen                |
| Hofanlage                                     | Acker 10 Lage                                             | 1794                                  | nachbarocke Hofanlage, bezeichnet 1794; Putzbau, teilweise wohl Fachwerk | weitere Bilder Fotos hochladen |
| Theodor-Heuss-Brücke                          | Adenauerufer/Peter-Altmeier-Allee Lage                    | 1882–1885                             | Stahlbogenbrücke auf Sandsteinpfeilern, 1882–1885, Architekt Friedrich von Thiersch, München, und Ingenieure Bilfinger und Lauter, 1931–1934 verbreitert, nach Sprengung 1947–1950 wiederaufgebaut | weitere Bilder Fotos hochladen |
| Katholische Armklarakirche                    | Adolf-Kolping-Straße 8/10 Lage                            | nach 1330                             | auch Antoniterkapelle; heute Kapelle des Kolpinghauses; kleiner, im Kern gotischer Saalbau, hoch-/spätgotischer Chor mit hochgotischer Deckenmalerei, Kapitelskapelle, kurz nach 1330; mit Ausstattung; Klostergebäude zerstört, Neubauten teilweise auf altem Grundriss, 1952/53 und 1965; an der Klarastraße barockes Klosterportal, 1724–1727 | weitere Bilder Fotos hochladen |
| Hausmadonna                                   | Adolf-Kolping-Straße, an Nr. 17 Lage                      | um 1745                               | Immakulata in Baldachinnische, um 1745; Scheitelstein als Spolie in der Durchfahrt | Fotos hochladen                |
| Wohnhaus                                      | Albinistraße 3 Lage                                       | 1904/05                               | breitgelagertes fünfgeschossiges Zeilenwohnhaus, gotisierende Formen, 1904/05, Architekt Johann Theodor Schmitt | Fotos hochladen                |
| Wohnhaus                                      | Albinistraße 6 Lage                                       | 1903/04                               | fünfgeschossiges späthistoristisches Zeilenwohnhaus, 1903/04, Architekt Johann Theodor Schmitt | Fotos hochladen                |
| Wohnhaus                                      | Albinistraße 8 Lage                                       | 1904                                  | fünfgeschossiges späthistoristisches Zeilenwohnhaus, 1904, Architekt Johann Theodor Schmitt | Fotos hochladen                |
| Wohnhaus                                      | Albinistraße 10 Lage                                      | 1902                                  | viergeschossiges späthistoristisches Zeilenwohnhaus mit ausgebautem Mansarddach, 1902, Architekt Johann Theodor Schmitt | Fotos hochladen                |
| Wohnhaus                                      | Albinistraße 11 Lage                                      | 1906                                  | fünfgeschossiges Jugendstil-Zeilenwohnhaus, 1906, Architekt Martin Zimmermann | Fotos hochladen                |
| Wohnhaus                                      | Albinistraße 12 Lage                                      | 1904                                  | breitgelagertes späthistoristisches Zeilenwohnhaus, 1904, Architekt Johann Theodor Schmitt | Fotos hochladen                |
| Wohnhaus                                      | Albinistraße 13 Lage                                      | 1904                                  | fünfgeschossiges späthistoristisches Zeilenwohnhaus, Jugendstilformen, 1904, Architekt Peter Scheuren | Fotos hochladen                |
| Wohnhaus                                      | Albinistraße 15 Lage                                      | 1903                                  | fünfgeschossiges späthistoristisches Zeilenwohn- und Geschäftshaus, 1903, Architekt Reinhold Weisse | Fotos hochladen                |
| Wohnhaus                                      | Albinistraße 17/19 Lage                                   | 1902                                  | spiegelsymmetrisches späthistoristisches Doppelhaus, 1902, Architekt Adam Roedler | Fotos hochladen                |
| Alte Universität                              | Alte Universitätsstraße 17 Lage                           | 1615–1618                             | viergeschossiger kubischer Walmdachbau, 1615–1618, Portale von Johannes Jucker, Aschaffenburg | weitere Bilder Fotos hochladen |
| Haus Zum Korb                                 | Am Brand 6 Lage                                           | 16. Jahrhundert                       | dreigeschossiger, im Kern spätgotischer Putzbau auf trapezförmigem Grundriss mit Treppengiebel, polygonaler Erkerturm; Muttergottes, 14. Jahrhundert (Abguss), Konsole bezeichnet 1624 | weitere Bilder Fotos hochladen |
| Gautor                                        | Am Gautor Lage                                            | 1670                                  | barocker Rotsandsteinbau, 1670 im Zuge des Ausbaus der Festungsanlagen errichtet | weitere Bilder Fotos hochladen |
| Wohnhaus                                      | Am Rathaus 2 Lage                                         | 1890                                  | dreigeschossiges Wohnhaus mit Kastenerker, 1890, Architekt Gustav Peisker | Fotos hochladen                |
| Wohnhaus                                      | Am Rathaus 4 Lage                                         | 1890                                  | dreigeschossiges Wohnhaus mit Back-Sandsteinfassade, 1890, Architekt Gustav Peisker | Fotos hochladen                |
| Wohnhaus                                      | Am Rathaus 6 Lage                                         | 1891/92                               | ursprünglich viergeschossiges Zeilenwohnhaus, symmetrische Fassade mit zwei Balkonen, 1891/92, Architekten Zulehner & Cie. | Fotos hochladen                |
| Wohnhaus                                      | Am Rathaus 8 Lage                                         | 1889                                  | viergeschossiges Zeilenwohnhaus mit polygonalem Erker, Mansarddach, 1889, Architekt wohl Conrad Jacoby | Fotos hochladen                |
| Wohnhaus                                      | Am Rathaus 10 Lage                                        | 1888                                  | repräsentatives Einfamilienhaus, dreiseitig freistehender Mansarddachbau, Neurenaissance, 1888, Architekt Ludwig Becker | Fotos hochladen                |
| Drehbrücke                                    | Am Winterhafen Lage                                       | 1877                                  | Eisenkonstruktion mit Holzbohlen belegter Fahrbahn auf Sandsteinpfeilern, 1877 | weitere Bilder Fotos hochladen |
| Bürogebäude                                   | Am Winterhafen 4 Lage                                     | um 1913/14                            | früheres Gebäude der Wasserschutzpolizei; sandsteingegliederter neubarocker Putzbau mit Mansard(walm)dach, um 1913/14 | weitere Bilder Fotos hochladen |
| Hofanlage                                     | Augustinergäßchen 6 Lage                                  |                                       | stattlicher Hofkomplex: - viergeschossiges gotisches Haus Zum Robenheimer, wohl im 18. Jahrhundert überformt, dreigeschossiger Fachwerkanbau (verputzt) - Haus Zum Geisenheimer, dreigeschossiger Putzbau, teilweise Fachwerk, 18. Jahrhundert, über älterem Keller, Aufstockung und Anbau im 19. Jahrhundert | weitere Bilder Fotos hochladen |
| Wohn- und Geschäftshaus                       | Augustinerstraße 7 Lage                                   | 16. Jahrhundert                       | viergeschossiger Walmdachbau mit Kniestock, im Kern aus dem 16. Jahrhundert, Aufstockung, Innenumbau und Fassadenüberformung 1818, Ladeneinbau des späten 19. Jahrhunderts | Fotos hochladen                |
| Wohn- und Geschäftshaus                       | Augustinerstraße 8 Lage                                   | 1657                                  | dreigeschossiger Eckbau mit Mansardwalmdach, im Kern von 1657, im 19. Jahrhundert überformt | Fotos hochladen                |
| Wohn- und Geschäftshaus                       | Augustinerstraße 13 Lage                                  | um 1650                               | dreigeschossiger Putzbau, teilweise Fachwerk, um 1650, im 19. Jahrhundert überformt, ältere Keller | Fotos hochladen                |
| Keller                                        | Augustinerstraße, unter Nr. 15 Lage                       | 17. Jahrhundert                       | Keller, 17. Jahrhundert | Fotos hochladen                |
| Wohn- und Geschäftshaus                       | Augustinerstraße 22 Lage                                  | 17. Jahrhundert                       | dreigeschossiger Putzbau, teilweise Fachwerk Mansarddach, im Kern aus dem 17. Jahrhundert | Fotos hochladen                |
| Adler-Apotheke                                | Augustinerstraße 23/25 Lage                               | ab 1696                               | dreigeschossiges Wohn- und Geschäftshaus, ab 1696, Arkadenerdgeschoss nach 1750, Mitte des 19. Jahrhunderts aufgestockt und überformt, Hauszeichen 1716; Ausstattung; Fachwerk-Trakt aus dem 17. Jahrhundert, Hinterhaus, Rest des spätgotischen Hauses Zum Salmann; mit Ausstattung | weitere Bilder Fotos hochladen |
| Kartäuserhof                                  | Augustinerstraße, an Nr. 27 Lage                          |                                       | in der rückwärtigen Mauer Teile des ehemaligen Kartäuserhofs | Fotos hochladen                |
| Wohn- und Geschäftshaus                       | Augustinerstraße 31 Lage                                  | 1862                                  | viergeschossiges Eckwohn- und Geschäftshaus mit Ladenarkatur, 1862, Architekt Christian Lothary | Fotos hochladen                |
| Haus Zum Braunfels                            | Augustinerstraße 32 Lage                                  | zweite Hälfte des 17. Jahrhunderts    | dreigeschossiges Zweifensterhaus, Fachwerkbau, zweite Hälfte des 17. Jahrhunderts; zugehörig Haus Zum Schwalbenkopf, teilweise Fachwerk, vor 1625/26 | weitere Bilder Fotos hochladen |
| Wohn- und Geschäftshaus                       | Augustinerstraße 33 Lage                                  | 1862                                  | viergeschossiges spätklassizistisches Zeilenwohn- und Geschäftshaus mit Ladenarkatur, 1862, Architekt Christian Lothary | Fotos hochladen                |
| Katholische Augustinerkirche                  | Augustinerstraße 34, 40 Lage                              | 1768–1772                             | ehemaliges katholisches Augustinerkloster, heute Priesterseminar und Seminarkirche; barocker Saalbau mit gestrecktem Chor, Dachreiter, hochaufragende dreiteilige Schaufassade, 1768–1772, mit bauzeitlicher Ausstattung; Klostergebäude, zwei- und dreigeschossiges Quadrum mit überbautem Kreuzgang sowie dreigeschossige Dreiflügelanlage, 1737–1753, prächtiges Rokoko-Portal (Augustinerstraße), bezeichnet 1753, Nikolaus Binterim zugeschrieben | weitere Bilder Fotos hochladen |
| Wohn- und Geschäftshaus                       | Augustinerstraße 36/38 Lage                               | 16. Jahrhundert                       | dreigeschossige, im Kern spätgotische sandsteingegliederte Putzbauten mit Zeltdach, im 18. Jahrhundert zusammengefasst und teilweise neugebaut, im 19. Jahrhundert überformt | Fotos hochladen                |
| Wohn- und Geschäftshaus                       | Augustinerstraße 39 Lage                                  | 1862                                  | viergeschossiges Zeilenwohn- und Geschäftshaus, neugotische Motive, 1862, Architekt Joseph Laské | Fotos hochladen                |
| Wohn- und Geschäftshaus                       | Augustinerstraße 42 Lage                                  | zweite Hälfte des 18. Jahrhunderts    | dreigeschossiges Wohn- und Geschäftshaus mit Ladenarkatur, zweite Hälfte des 18. Jahrhunderts | Fotos hochladen                |
| Wohnhaus                                      | Augustinerstraße 43/45/47 Lage                            | 1862                                  | viergeschossiges spätklassizistisches Zeilenwohnhaus, 1862; mit Ausstattung | Fotos hochladen                |
| Wohn- und Geschäftshaus                       | Augustinerstraße 44 Lage                                  | Mitte des 18. Jahrhunderts            | viergeschossiges Wohn- und Geschäftshaus mit Ladenarkatur, stattlicher Rokokobau, Mitte des 18. Jahrhunderts, Aufstockung 1870; mit Ausstattung | Fotos hochladen                |
| Wohn- und Geschäftshaus                       | Augustinerstraße 49/51 Lage                               | 1899/1900                             | viergeschossiges Doppelwohn- und Geschäftshaus, sandsteingegliederter Klinkerbau, Neurenaissance- und neubarocke Motive, 1899/1900, Architekt Franz Gill | Fotos hochladen                |
| Wohn- und Geschäftshaus                       | Augustinerstraße 50/52 Lage                               | 17. Jahrhundert                       | Eckwohn- und Geschäftshaus, dreigeschossiger Putzbau, teilweise Fachwerk, 17. Jahrhundert, Ladenarkatur erste Hälfte des 18. Jahrhunderts; mittelalterlicher Keller | Fotos hochladen                |
| Frankfurter Hof                               | Augustinerstraße 55 Lage                                  | 1895                                  | dreigeschossiger neubarocker Mansarddachbau, bezeichnet 1895, Architekt Franz Gill; zwei Querarme zum Saalbau, Bruchstein und Ziegelmauerwerk, 1841 | Fotos hochladen                |
| Bierhaus Zum Daniel                           | Augustinerstraße 58 Lage                                  | vor der Mitte des 18. Jahrhunderts    | viergeschossiger spätbarocker Putzbau, teilweise Fachwerk, Arkadenerdgeschoss, vor der Mitte des 18. Jahrhunderts; mit Ausstattung | Fotos hochladen                |
| Wohn- und Geschäftshaus                       | Augustinerstraße 59 Lage                                  | 1904                                  | viergeschossige Zeilenwohn- und Geschäftshaus, hausteingegliederter Ziegelbau, Jugendstildekor, 1904, Architekt Peter Scheuren | Fotos hochladen                |
| Wohn- und Geschäftshaus                       | Augustinerstraße 60/62 Lage                               | 1883                                  | dreieinhalbgeschossiges gründerzeitliches Zeilenwohn- und Geschäftshaus mit Mansarddach, 1883, Architekt Peter Greiner; Baldachinmadonna aus der ersten Hälfte des 18. Jahrhunderts (Kopie) | Fotos hochladen                |
| Wohn- und Geschäftshaus                       | Augustinerstraße 61 Lage                                  | 1904                                  | viergeschossiges Eckwohn- und Geschäftshaus, jugendstilig variierte neubarocke Motive, Erkerturm mit welscher Haube, 1904, Architekt Wilhelm Hahn; mit Ausstattung | Fotos hochladen                |
| Haus Zum Kleinen Elefanten                    | Augustinerstraße 73 Lage                                  | um 1780                               | viergeschossiges Zweifensterhaus mit Mansardwalmdach, teilweise Fachwerk (verputzt), Louis-seize-Stil, um 1780, Ladeneinbau spätes 19. Jahrhundert | Fotos hochladen                |
| Wohn- und Geschäftshaus                       | Augustinerstraße 75 Lage                                  | erste Hälfte des 17. Jahrhunderts     | stattliches viergeschossiges Fachwerkhaus, teilweise verschiefert, erste Hälfte des 17. Jahrhunderts, Ladenarkatur um 1900; mit Ausstattung | Fotos hochladen                |
| Gaststätte                                    | Badergasse 1 Lage                                         | Mitte des 18. Jahrhunderts            | dreigeschossiges Fachwerkhaus, Mitte des 18. Jahrhunderts, im Kern teilweise aus dem 17. Jahrhundert | Fotos hochladen                |
| Wohnhaus                                      | Badergasse 14 Lage                                        | um 1720                               | dreigeschossiges Zweifensterhaus, teilweise Fachwerk (verputzt), um 1720; ältere Keller | Fotos hochladen                |
| Wohnhaus                                      | Badergasse 16 Lage                                        | frühes 18. Jahrhundert                | dreigeschossiges Zweifensterhaus, teilweise Fachwerk (verputzt), frühes 18. Jahrhundert, Wandbrunnen bezeichnet 1712; ältere Keller | Fotos hochladen                |
| Wohn- und Geschäftshaus                       | Bahnhofstraße 2a Lage                                     | 1891                                  | späthistoristisches Zeilen-Eckwohn- und Geschäftshaus, 1891, Architekt Gustav Peisker | Fotos hochladen                |
| Wohn- und Geschäftshaus                       | Bahnhofstraße 2b Lage                                     | um 1890                               | späthistoristisches Zeilenwohn- und Geschäftshaus, um 1890 | Fotos hochladen                |
| Wohn- und Geschäftshaus                       | Bahnhofstraße 11 Lage                                     | um 1890                               | späthistoristisches Zeilenwohn- und Geschäftshaus, in den Untergeschossen Monumentalpilaster, um 1890 | Fotos hochladen                |
| Älterer Dalberger Hof                         | Ballplatz 1 Lage                                          | ab der Mitte des 14. Jahrhunderts     | unregelmäßige dreigeschossige Dreiflügelanlage, im Kern von 1598, Toreinfassung bezeichnet 1710, Aufstockung in der Mitte des 18. Jahrhunderts; gotischer Wohnturm mit mittelalterlicher Glasmalerei, gegen Mitte des 14. Jahrhunderts; Gartenanlage mit Schulhaus, 1880, Architekt Peter Gustav Rühl, 1894 erweitert, und neuromanische Hl. Dreikönigskapelle, 1860/61, Architekt Ludwig Metternich | weitere Bilder Fotos hochladen |
| Madonna                                       | Ballplatz, an Nr. 2 Lage                                  |                                       | barocke Immakulata in Baldachinnische | Fotos hochladen                |
| Fechenbacher Hof                              | Ballplatz 3 Lage                                          | erstes Jahrzehnt des 18. Jahrhunderts | stattlicher dreigeschossiger Winkelbau, erstes Jahrzehnt des 18. Jahrhunderts, Walmdach 1951; mit Ausstattung; tonnengewölbter Keller | weitere Bilder Fotos hochladen |
| Wohnhaus                                      | Ballplatz 5 Lage                                          | 1897                                  | dreiachsige Doppelhaushälfte, sandsteingegliederter Klinkerbau, Neurenaissance, 1897 | Fotos hochladen                |
| Wohnhaus                                      | Ballplatz 5a/5b Lage                                      | 1897                                  | dreiachsige Doppelhaushälfte, sandsteingegliederter Klinkerbau, Neurenaissance, 1897 | Fotos hochladen                |
| Wohnhaus                                      | Ballplatz 6 Lage                                          | Ende des 19. Jahrhunderts             | Eckwohnhaus, teilweise sandsteinplattenverkleideter Klinkerbau, Neurenaissance, Ende des 19. Jahrhunderts | Fotos hochladen                |
| Portal                                        | Ballplatz, an Nr. 7 Lage                                  | um 1780/90                            | klassizistischer Portalsturz, um 1780/90 | Fotos hochladen                |
| Dienheimer Hof                                | Bauerngasse 3 Lage                                        | 1623–1625                             | Dreiseithof, 1623–1625; zweiflügeliger Renaissancebau mit Volutengiebel, oktogonaler Treppenturm | Fotos hochladen                |
| Eltzer Höfe                                   | Bauhofstraße 3–5, Mittlere Bleiche 40 Lage                | 1742/43                               | dreigeschossiger achtzehnachsiger Barockbau mit abgewalmtem Mansarddach, 1742/43 | Fotos hochladen                |
| Wohnhaus                                      | Bilhildisstraße 5 Lage                                    | 1769                                  | dreigeschossiger fünfachsiger Mansarddachbau mit übergiebeltem Zwerchhaus, 1769 oder wenig später, Architekt Johannes Dielmann, Fassade im 19. Jahrhundert verändert | Fotos hochladen                |
| Wohn- und Geschäftshaus                       | Bilhildisstraße 7 Lage                                    | 1769                                  | dreigeschossiger dreiachsiger Mansarddachbau, 1769 oder wenig später, Architekt Johannes Dielmann | Fotos hochladen                |
| Wohn- und Geschäftshaus                       | Bilhildisstraße 9 Lage                                    | 1769                                  | dreigeschossiger dreiachsiger Mansarddachbau, 1769 oder wenig später, Architekt Johannes Dielmann, jüngerer Ladeneinbau in angeglichenen Formen | Fotos hochladen                |
| Wohnhaus                                      | Bilhildisstraße 13 Lage                                   | 1769                                  | dreigeschossiger fünfachsiger Mansarddachbau mit Schmuckrelief und übergiebeltem Zwerchhaus, 1769 oder wenig später, Architekt Johannes Dielmann | Fotos hochladen                |
| Portal                                        | Bischofsplatz Lage                                        | 1666                                  | Portal (Rotsandstein) des ehemaligen bischöflichen Palais, laut Beschreibungstafel ursprünglich um 1666 gebaut, beim Abriss gerettet und 1993 an dieser Stelle wieder aufgebaut | Fotos hochladen                |
| Torbogen                                      | Bischofsplatz, bei Nr. 2a Lage                            | frühes 18. Jahrhundert                | Torbogen, Rotsandstein, wohl aus dem frühen 18. Jahrhundert, (spätere?) Frieszone bezeichnet 1809 | Fotos hochladen                |
| Portal                                        | Bockshöfchen Lage                                         | 1666                                  | Portalrahmen des abgebrochenen bischöflichen Palais, bezeichnet 1666 | Fotos hochladen                |
| Wohn- und Geschäftshaus                       | Breidenbacherstraße 2 Lage                                | 1892/93                               | dreigeschossiges Eckwohn- und Geschäftshaus mit Treppengiebel, Backsteinbau mit Fachwerkerker, 1892/93, Architekt Peter Greiner | Fotos hochladen                |
| Wohn- und Geschäftshaus                       | Breidenbacherstraße 9 Lage                                | um 1860                               | viergeschossiges Eckwohn- und Geschäftshaus, um 1860, Erweiterung und Jugendstildekor 1902, Architekt Gustav Peisker | Fotos hochladen                |
| Wohnhaus                                      | Breidenbacherstraße 11 Lage                               | 1884                                  | ehemalige Polizei- und Feuerwache; dreigeschossiger kubischer Neurenaissancebau, eingeschossiges Spritzenhaus, 1884, Architekt Eduard Kreyßig | Fotos hochladen                |
| Wohn- und Geschäftshaus                       | Breidenbacherstraße 13 Lage                               | 1894                                  | großvolumiges Zeilenwohn- und Geschäftshaus, Sandstein- und Klinkerfassade mit Terrakottareliefs, 1894, Architekt Eduard Kreyßig | Fotos hochladen                |
| Wohnhaus                                      | Breidenbacherstraße 15 Lage                               | 1876                                  | viergeschossiges historistisches Zeilenwohnhaus, sandsteingegliederter Backsteinbau, 1876, Architekt Gustav Peisker | Fotos hochladen                |
| Wohn- und Handelshäuser                       | Breidenbacherstraße 17 und 19 Lage                        | 1861                                  | viergeschossige Zeilenwohn- und Handelshäuser, 1861, Nr. 19 bezeichnet 1894 (Aufstockung und Umbau); mit Ausstattung | Fotos hochladen                |
| Erker                                         | Breidenbacherstraße, an Nr. 25 Lage                       | 1862/63                               | spätklassizistischer Eckerker des ehemaligen palazzoartigen Neurenaissancebaus, 1862/63, Architekt Konrad Kraus | Fotos hochladen                |
| ehemalige katholische St. Christophskirche    | Christofsstraße 8 Lage                                    | 1280 bis 1330                         | Kapelle und Mahnmal für die Opfer des Zweiten Weltkriegs, Ruine der 1280 bis 1330 errichteten, nach 1687 und 1761 renovierten und wiederhergestellten, 1942 ausgebrannten und 1945 zerstörten dreischiffigen Basilika, 1963/64 als Mahnmal mit stützender Betonkonstruktion hergerichtet; romanischer Nordturm, um 1240, Aufstockung im 14. oder 15. Jahrhundert; gotische Gruftanlage, Wandmalereien um 1400, Umwandlung zur Krypta 1761 | weitere Bilder Fotos hochladen |
| Gästehaus des Bentzelschen Hofs               | Christofsstraße 13 Lage                                   | 1741                                  | dreigeschossiges Eckwohnhaus, kubischer Mansardwalmdachbau, 1741, Hausmadonna in Baldachinnische | Fotos hochladen                |
| Bastion Franziskus                            | Dagobertstraße Lage                                       | um 1850                               | Kasemattencorps, langgezogener Quader aus zwölf aneinandergereihten tonnengewölbten Abschnitten, gegliedert durch Lisenen, Kalk- und Sandstein, um 1850 | Fotos hochladen                |
| Mainzer Gasapparate- und Gusswerke            | Dagobertstraße 2 Lage                                     | 1899                                  | mächtiger viergeschossiger Blankziegelbau auf L-förmigem Grundriss mit gotisierendem Eckturm, 1899, Architekt Gustav Peisker | Fotos hochladen                |
| Wohnhaus                                      | Dagobertstraße 5 Lage                                     | 1898                                  | viergeschossiges Zeilenwohnhaus mit Mansarddach, neubarocke Motive, 1898, Architekt Conrad Jacoby | Fotos hochladen                |
| Wohnhaus                                      | Dagobertstraße 20 Lage                                    | 1888                                  | ehemaliges Beamtenhaus der Garnisons-Waschanstalt; zweieinhalbgeschossiger klinkerverkleideter Backsteinbau, 1888, Architekt Garnisons-Bauinspektor Reinmann | Fotos hochladen                |
| Garnisons-Waschanstalt                        | Dagobertstraße 20b Lage                                   | 1888                                  | langgestreckter Klinkerbau mit Querflügeln, 1888, Architekt Garnisons-Bauinspektor Reinmann | Fotos hochladen                |
| Wachthaus                                     | Dagobertstraße 24 Lage                                    | 1873/79                               | eingeschossiger Rotsandsteinquaderbau mit Flachdach sowie Teilstück der ehemaligen Infanteriemauer, Teil der Rheinkehlbefestigung von 1873/79, Architekt Eduard Kreyßig | Fotos hochladen                |
| Altes Zeughaus                                | Deutschhausplatz 8 Lage                                   | 1604/05                               | Dreiflügelanlage, 1604/05; Hauptflügel mit dreigeschossigen Rollwerkgiebeln, oktogonaler Treppenturm mit kurfürstlichem Wappen, bezeichnet 1603, an der nördlichen Giebelseite Neurenaissanceportal, 1907 | weitere Bilder Fotos hochladen |
| Deutschhaus                                   | Deutschhausplatz 12 Lage                                  | 1730–1740                             | heute Landtag Rheinland-Pfalz; barocke Anlage mit Corps de logis und zwei Pavillons, 1730–1740, Architekt Anselm Franz von Ritter zu Groenesteyn, Veränderungen durch Franz Joseph Roth, Mergentheim; dreigeschossiger Mansardwalmdachbau, 1736 nahezu vollendet; ehemalige Kapelle, 1736 begonnen, Bildwerke von Burkard Zamels (seit 1914 Kopien); Verwalterhaus, 1737 begonnen | weitere Bilder Fotos hochladen |
| Kurfürstliches Schloss mit Ernst-Ludwig-Platz | Diether-von-Isenburg-Straße 4, Ernst-Ludwig-Platz 2 Lage  | 1628                                  | 1628 begonnen als Erweiterungsflügel, der die Martinsburg (ab 1478) mit dem Kanzleigebäude (1555–1557) und der Gangolfkapelle (1570–1581) verbindet, 1752 vollendet, seit 1807 freigestellt und mit Errichtung der eingeschossigen Steinhalle Bildung einer Dreiflügelanlage, 1942 abgebrannt, 1948 Wiederherstellung; dreigeschossiger Ost- und Nordflügel mit hohen Walmdächern rechtwinklig zueinander, aber mit ungleicher Länge und Breite, klare Fassadengliederung mit reicher Bauplastik, eingeschossiger Westflügel (Steinhalle), öffnet sich mit Pfeilerarkadenwand zum Hof hin; bauliche Gesamtanlage mit dem städtebaulich auf das Schloss bezogenen Ernst-Ludwig-Platz als typischer Platz- und Gartenanlage der frühen 1960er Jahre mit Werkstattbau des Römisch-Germanischen Zentralmuseums, Jubiläumsbrunnen und Kopie des Dativius-Victor-Bogens, 1962 | weitere Bilder Fotos hochladen |
| Verwaltungsgebäude                            | Diether-von-Isenburg-Straße 15, Rheinallee 1 Lage         | 1903                                  | Verwaltungsgebäude für die Deutsche Fleischerei-Berufsgenossenschaft; aufwändiges Verwaltungsgebäude mit reichem neubarockem Dekor, 1903, Architekt Reinhold Weisse | Fotos hochladen                |
| Wohnhaus                                      | Domstraße 1 Lage                                          | um 1800                               | klassizistisches Wohnhaus, zweiflügeliger Walmdachbau, um 1800 | Fotos hochladen                |
| Eisgrubschule                                 | Eisgrubweg 3 Lage                                         | 1886–1888                             | dreigeschossiger polychrom verklinkerter Quaderbau mit dreiteiligem Dachaufbau, Treppenhausrisalit mit Laterne, 1886–1888, Architekt Eduard Kreyßig; Parallelgebäude mit Ausstattung jünger | weitere Bilder Fotos hochladen |
| Villa Eisgrubweg 13                           | Eisgrubweg 13 Lage                                        | 1873/74                               | repräsentative Neurenaissance-Villa, hausteingegliederter Klinkerbau auf polygonalem Grundriss, 1873/74, Architekt Philipp Krebs, Wintergarten 1903, Architekt Oscar Hauswald | Fotos hochladen                |
| Villa                                         | Eisgrubweg 15 Lage                                        | 1872                                  | großbürgerliche Villa, kubischer Walmdachbau, Neurenaissance- und neuklassizistische Motive, 1872, Architekt Heinrich Roos, mit Ausstattung; Garten- und Nebenbauten sowie Ummauerung mit neubarocken Eckpavillons, 1909, Architekt Wilhelm Hahn | Fotos hochladen                |
| Wohnhaus                                      | Eisgrubweg 17 Lage                                        | 1872                                  | dreieinhalbgeschossiges Zeilenwohnhaus, aufwändige villenartige Fassade, 1872, Architekt Philipp Krebs | Fotos hochladen                |
| Wohnhaus                                      | Eisgrubweg 19/21 Lage                                     | 1872                                  | anspruchsvolles viergeschossiges Doppelwohnhaus, aufwändige, polychrom verblendete Fassade, 1872, Architekt Philipp Anton Elbert; mehrfacher Keller | Fotos hochladen                |
| Villa                                         | Eisgrubweg 23 Lage                                        | 1871/72                               | anspruchsvolle zweieinhalbgeschossige Villa, Neurenaissance- und neuklassizistische Motive, 1871/72, Architekt Philipp Krebs, Wintergarten 1901, Architekt Reinhold Weisse, Treppenhausanbau 1920er Jahre; tonnengewölbte Kellerstollen | Fotos hochladen                |
| Katholische Pfarrkirche St. Emmeran           | Emmeransstraße 19 Lage                                    | Ende des 12. Jahrhunderts             | romanischer Turm, Ende des 12. Jahrhunderts, Außenmauern der dreischiffigen gotischen Basilika, um 1300, Neben- und Hauptportal bezeichnet 1672; Hofmauer zwischen Kirche und Pfarrhaus (Nr. 15) mit Portal, bezeichnet 1671, ehemaliger Kirchhof | Fotos hochladen                |
| Wohnhaus                                      | Emmeransstraße 30 Lage                                    | 1778                                  | zweieinhalbgeschossiges palaisartiges Wohnhaus, 1778, Architekt wohl Johann Georg Süß | Fotos hochladen                |
| Ingelheimer Hof                               | Emmeransstraße, in Nr. 32b und Klarastraße 7 Lage         | 1686/87                               | Überreste des barocken Ingelheimer Hofes, 1686/87: pilasterflankierter Torbogen, weitläufige tonnengewölbte Kelleranlagen und ein kreuzgratgewölbter Raum sowie Außenmauern des südlichen Teils des Adelshofes in Emmeranstraße 32b | weitere Bilder Fotos hochladen |
| Wohn- und Handelshaus                         | Emmerich-Josef-Straße 3 Lage                              | 1845                                  | viergeschossiges Wohn- und Handelshaus, klassizistische Motive, 1845, Architekt Joseph Roedler | Fotos hochladen                |
| Wohn- und Geschäftshaus                       | Emmerich-Josef-Straße 5 Lage                              | 1845                                  | dreigeschossiges Wohn- und Geschäftshaus, 1845, Architekt Joseph Roedler, Neurenaissance-Fassade 1881, Architekt Gustav Peisker | Fotos hochladen                |
| Wohnhaus                                      | Emmerich-Josef-Straße 6/8 Lage                            | 1861                                  | dreigeschossiges Doppelwohnhaus, hausteingegliederter Klinkerbau, Nr. 6 bezeichnet 1861, Architekt Theodor Heyl | Fotos hochladen                |
| Wohnhaus                                      | Emmerich-Josef-Straße 18 Lage                             | 1865                                  | repräsentatives viergeschossiges historistisches Wohnhaus, 1865, Architekt Philipp Anton Elbert, Ausstattung; doppelter Keller | Fotos hochladen                |
| Wohnhäuser                                    | Eppichmauergasse 2 und 4 Lage                             | 18. Jahrhundert                       | Putzbauten, 18. Jahrhundert, unter Einbeziehung älterer Teile, Nr. 2 dreigeschossig, Nr. 4 viergeschossig, teilweise Fachwerk (verputzt), um 1838 aufgestockt | Fotos hochladen                |
| Jubiläumsbrunnen                              | Ernst-Ludwig-Platz Lage                                   | 1962                                  | Brunnenanlage aus Stahlbeton und Travertin mit Abgüssen antiker Reliefs, 1962, Gartenarchitekt Wolfgang Walter, Wiesbaden/Saarbrücken | Fotos hochladen                |
| Gerichtsgebäude und Arresthaus                | Ernst-Ludwig-Straße 3, Diether-von-Isenburg-Straße 1 Lage | 1908                                  | monumentale Gebäudegruppe, 1908, Architekten Paul und Karl Bonatz; Gerichtsgebäude, Walmdachbau mit monumental gegliederter Fassade, rückseitig Dreiflügelanlage, Steinreliefs von Heinrich Jobst, Darmstadt; gedeckte Brücke im ersten Geschoss als Verbindungstrakt zum um mehrere Binnenhöfe gruppierten Arresthaus, der ehemaligen Justizvollzugsanstalt Mainz | Fotos hochladen                |
| Amtsgericht                                   | Ernst-Ludwig-Straße 7 Lage                                | 1924–1926                             | ehemaliges städtisches Verwaltungsgebäude; schlichter Putzbau, teilweise „Zackenstil“, 1924–1926, Architekt Fritz Luft | Fotos hochladen                |
| Verwaltungsgericht Mainz                      | Ernst-Ludwig-Straße 9 Lage                                | 1908                                  | ehemaliges Verwaltungsgebäude der Großherzoglichen Weinbaudomäne und Oberförsterei; repräsentativer fünfgeschossiger Putzbau mit streng-neuklassischem Aufriss, manieristische Formen, 1908, Architekt Regierungsbaumeister Beer, | Fotos hochladen                |
| Wohn- und Geschäftshaus                       | Ernst-Ludwig-Straße 14 Lage                               | 1904                                  | stattliches Wohn- und Geschäftshaus, fünfgeschossiger Putzbau mit Neurenaissance-Stufengiebel, 1904, Architekt Peter Scheuren | Fotos hochladen                |

### Straßen F bis J
| Bezeichnung                                     | Lage                                              | Baujahr                              | Beschreibung | Bild                           |
| ----------------------------------------------- | ------------------------------------------------- | ------------------------------------ | --- | ------------------------------ |
| Wohnhäuser                                      | Fischergasse 4–12 Lage                            |                                      | hoch aufragende Zeile direkt auf der Stadtmauer aufsitzender (Fachwerk-)Häuser über tonnengewölbten Kellern; überwiegend viergeschossige Bauten der Barockzeit bis zum frühen 19. Jahrhundert (mit älteren Teilen), deren Rückwände durch die Stadtmauer gebildet werden | Fotos hochladen                |
| Stadtmauer                                      | Fischergasse, in Nr. 4–12, und Salmengäßchen Lage |                                      | gut erhaltene Teile der mittelalterlichen Stadtmauer | Fotos hochladen                |
| Wohnhaus                                        | Fischergasse 4 Lage                               |                                      | barockes Wohnhaus auf der Stadtmauer, viergeschossiger Mansarddachbau, teilweise Fachwerk (verputzt) | Fotos hochladen                |
| Wohnhaus                                        | Fischergasse 6 Lage                               | frühes 19. Jahrhundert               | viergeschossiges Wohnhaus auf der Stadtmauer, teilweise Fachwerk (verputzt), wohl aus dem frühen 19. Jahrhundert | Fotos hochladen                |
| Wohn- und Geschäftshaus                         | Fischergasse 10 Lage                              | 18. Jahrhundert                      | dreigeschossiges Wohn- und Geschäftshaus auf der Stadtmauer, teilweise Fachwerk (verputzt), 18. Jahrhundert | Fotos hochladen                |
| Wohnhaus                                        | Fischergasse 12 Lage                              | 18. Jahrhundert                      | barockes Wohnhaus auf der Stadtmauer, viergeschossiger Mansarddachbau, teilweise Fachwerk (verputzt), 18. Jahrhundert, Umbau zur Fischhalle wohl 1872; mit Ausstattung | Fotos hochladen                |
| Fischtorbrunnen                                 | Fischtorplatz Lage                                | 1930/31                              | Fischtorbrunnen, 1930/31 von Rudolf Schreiner | Fotos hochladen                |
| Marine-Ehrenmal                                 | Fischtorplatz Lage                                | nach 1931                            | adlerbekrönte Stele zur Erinnerung an die Mainz, nach 1931 | weitere Bilder Fotos hochladen |
| Wohn- und Geschäftshaus                         | Fischtorplatz 11 Lage                             | 1889                                 | viergeschossiges Wohn- und Geschäftshaus mit ausgebautem Mansarddach, Kasteneckerker mit polygonalem Turmaufsatz, 1889, Architekt C. Zulehner | Fotos hochladen                |
| Wohnhaus                                        | Fischtorplatz 13 Lage                             | 1888/89                              | Einfamilienhaus mit Souterrain und ausgebautem Dachgeschoss, Neurenaissance, 1888/89, Architekt Gustav Peisker | Fotos hochladen                |
| Wohnhaus                                        | Fischtorplatz 16 Lage                             | 1886                                 | viergeschossiges Zeilenwohnhaus, Neurenaissance, 1886, Architekt Wilhelm Ludwig | Fotos hochladen                |
| Wohnhaus                                        | Fischtorplatz 17 Lage                             | 1888/89                              | Einfamilienhaus mit Souterrain und ausgebautem Dachgeschoss, Neurenaissance, 1888/89, Architekt Gustav Peisker | Fotos hochladen                |
| Wohnhaus                                        | Fischtorplatz 18 Lage                             | 1886/87                              | stattliches viergeschossiges Eckhaus mit Mansarddach, 1886/87, Architekt Eugen Anger | Fotos hochladen                |
| Wohnhaus                                        | Fischtorplatz 19 Lage                             | 1889                                 | viergeschossiges Zeilenwohnhaus mit symmetrischer Back-Sandsteinfassade, Stufengiebel, 1889, Architekt Gustav Peisker | Fotos hochladen                |
| Wohnhaus                                        | Fischtorplatz 20 Lage                             | 1886                                 | fünfgeschossiges Zeilenwohnhaus, vorkragendes Kranzgesims, 1886, Architekt wohl C. Zulehner | Fotos hochladen                |
| Wohnhaus                                        | Fischtorplatz 21 Lage                             | 1889                                 | viergeschossiges Zeilenwohnhaus mit ausgebautem Mansarddach, 1889, Architekt Franz-Josef Usinger | Fotos hochladen                |
| Wohnhaus                                        | Fischtorplatz 22 Lage                             | 1886                                 | viergeschossiges Wohnhaus mit Mansarddach, Eckerker mit polygonalem Turmaufsatz, 1886, Architekt Peter Gustav Rühl | Fotos hochladen                |
| Wohnhaus                                        | Fischtorplatz 23 Lage                             | 1889                                 | dreiseitig freistehendes Eckhaus, dreigeschossig auf hohem Souterrain, ausgebautes Mansarddach, 1889, Architekt Philipp Johann Berdellé; auf dem Vorbau Glas-Eisen-Konstruktion von 1900 | Fotos hochladen                |
| Eisenturm                                       | Fritz-Arens-Platz 1 Lage                          | um 1240                              | um 1240 erbaut, in der ersten Hälfte des 15. Jahrhunderts erhöht, sechsgeschossiger Torturm aus Bruchsteinmauerwerk mit Eckquaderung, Architekturteile aus Sandstein, schiefergedecktes Walmdach, kurze walmgedeckte seitliche Anbauten, Torfahrt stadtseitig kreuzrippengewölbt mit einfachem Torbogen, rheinseitig als Säulenportal ausgebildeter Rundbogen                                                                        | weitere Bilder Fotos hochladen |
| Wohnhaus                                        | Gärtnergasse 28 Lage                              | um 1890                              | viergeschossiges Zeilenwohnhaus mit kräftig gegliederter Fassade, um 1890 | Fotos hochladen                |
| Vesperbild                                      | Gaustraße, an Nr. 1 Lage                          | Ende des 16. Jahrhunderts            | Vesperbild mit Heiligen, Steinrelief, Ende des 16. Jahrhunderts | Fotos hochladen                |
| Schottenhof                                     | Gaustraße 18 Lage                                 | 1872–1876                            | viergeschossiger Klinkerbau auf Sandsteinquadergeschoss, Neurenaissancemotive, 1872–1876, Architekt Eduard Kreyßig (siehe auch Stefansplatz 1) | Fotos hochladen                |
| Wohnhaus                                        | Gaustraße 25 Lage                                 | 1858                                 | dreigeschossiger Blankziegelbau, neugotische Motive, bezeichnet 1858, Architekt Paul Martel | Fotos hochladen                |
| Wohnhaus                                        | Gaustraße 36 Lage                                 | 16. Jahrhundert                      | Putzbau mit abgewalmtem Satteldach, im Kern wohl aus dem 16. Jahrhundert; barocke Nischenfigur, wohl Anfang des 18. Jahrhunderts | weitere Bilder Fotos hochladen |
| Wohn- und Geschäftshaus                         | Gaustraße 39/41 Lage                              | 1893                                 | dreigeschossiges Wohn- und Geschäftshaus, Klinkerbau, Neurenaissance, bezeichnet 1893, Architekt Eduard Kreyßig | Fotos hochladen                |
| Portal                                          | Gaustraße, an Nr. 55 Lage                         | Anfang des 18. Jahrhunderts          | barockes Oberlichtportal, wohl vom Anfang des 18. Jahrhunderts; Reliefbild eines Ackermanns, um 1925 | weitere Bilder Fotos hochladen |
| Wohnhaus                                        | Goldenbrunnengasse 10 Lage                        | 18. Jahrhundert                      | schlichtes Rokoko-Wohnhaus, 18. Jahrhundert, Steinmetzschmuck 19. Jahrhundert; rückwärtig Atelierbau der Mainzer Bildhauer Heinrich und Valentin Barth, 1865, Architekt Conrad Kraus, Figurenpavillon, 1896/1906 | Fotos hochladen                |
| Fürstenbergerhofschule                          | Goldenluftgasse 6 Lage                            | 1883–1885                            | drei- und viergeschossiger Winkelbau, hausteingegliederte Klinkerbauten mit Walmdächern, 1883–1885, Architekt Eduard Kreyßig | Fotos hochladen                |
| Wohnhaus                                        | Goldenluftgasse 10 Lage                           | erste Hälfte des 18. Jahrhunderts    | dreigeschossiges Wohnhaus, kubischer Walmdachbau, erste Hälfte des 18. Jahrhunderts, Aufstockung wohl im 19. Jahrhundert | Fotos hochladen                |
| Wohn- und Geschäftshaus                         | Graben 2 Lage                                     | 1906                                 | dominantes vier- und fünfgeschossiges neubarockes Eckhaus mit Mansardwalmdach, bezeichnet 1906, Architekt Emil Dyrauf | Fotos hochladen                |
| Wohn- und Geschäftshaus                         | Graben 3 Lage                                     | 1763                                 | großbürgerliches Rokoko-Wohn- und Geschäftshaus, dreigeschossiger Mansarddachbau mit Arkadenerdgeschoss, 1763, dreiachsige Erweiterung 1775 | Fotos hochladen                |
| Wohnhaus                                        | Grebenstraße 1 Lage                               | 18. Jahrhundert                      | viergeschossiges barockes Wohnhaus, sandsteingerahmter Putzbau, 18. Jahrhundert (Ladeneinbau und Aufstockung 1872), im Innern barocke Holztreppe | Fotos hochladen                |
| Wohnhaus                                        | Grebenstraße 4 und 6 Lage                         | zweite Hälfte des 18. Jahrhunderts   | Zeilen-Doppelwohnhaus, zweite Hälfte des 18. Jahrhunderts, Fachwerk-Aufstockung um 1834, mit Ausstattung; dazugehörige Hinterhäuser | Fotos hochladen                |
| Hofanlage                                       | Grebenstraße 5 und 7 Lage                         |                                      | Hofanlage: - Nr. 5 Hof Zum Ehrenfels, Putzbau, im Kern spätmittelalterlich, teilweise Fachwerk, hofseitig Fachwerklaube - Nr. 7 Haus Zur Würzburg, im 19. Jahrhundert überformt, Ruine, wohl Reste des 1568 genannten Hofs Zur Langen Nase | Fotos hochladen                |
| Arnsburger Hof                                  | Grebenstraße 8 Lage                               | 1769                                 | heute Martinus-Bibliothek; Zweiflügelbau mit oktogonalem Treppenturm, 1769, gotischer Staffelbogen; Bernhardskapelle, Anfang des 13. Jahrhunderts, Wandmalerei um 1500 | Fotos hochladen                |
| Bischöfliches Konvikt                           | Grebenstraße 9 Lage                               | 1891                                 | sandsteingegliedertes Backstein-Erdgeschoss mit Neurenaissance-Portal des ehemaligen Bischöflichen Konvikts, bezeichnet 1891 | Fotos hochladen                |
| Torbogen                                        | Grebenstraße, an Nr. 26 Lage                      | um 1400                              | gotischer Torbogen, um 1400 | Fotos hochladen                |
| Wohnhaus                                        | Greiffenklaustraße 1 Lage                         | 1903                                 | fünfgeschossiges Wohnhaus, barockisierend, 1903 | Fotos hochladen                |
| Wohnhaus                                        | Greiffenklaustraße 3 Lage                         | 1903                                 | fünfgeschossiges Wohnhaus, gotisierend, 1903 | Fotos hochladen                |
| Wohn- und Geschäftshaus                         | Greiffenklaustraße 9 Lage                         | 1904                                 | späthistoristisches Wohn- und Geschäftshaus, gotisierende Formen, 1904, Architekt Johann Theodor Schmitt | Fotos hochladen                |
| Wohnhaus                                        | Greiffenklaustraße 11/13 Lage                     | 1904                                 | spiegelsymmetrisches späthistoristisches Doppelhaus, 1904, Architekt Johann Theodor Schmitt | Fotos hochladen                |
| Stadioner Hof                                   | Große Bleiche 15 Lage                             | 1728–1733                            | großvolumiger dreigeschossiger barocker Baukörper, sandsteingegliederter Putzbau, 1728–1733, vollendet 1737, Architekt wohl Anselm Franz von Ritter zu Groenesteyn; nach Kriegsschäden Wiederaufbau mit zusätzlichem Mezzanin und Walmdach 1949 | weitere Bilder Fotos hochladen |
| Madonna                                         | Große Bleiche, an Nr. 27 Lage                     | erstes Viertel des 18. Jahrhunderts  | Muttergottes von der „Alten Burse“; Baldachinmadonna, erstes Viertel des 18. Jahrhunderts | Fotos hochladen                |
| Madonna                                         | Große Bleiche, an Nr. 29 Lage                     | frühes 18. Jahrhundert               | Muttergottes vom Wolf-Metternichschen Hof, Baldachinmadonna, frühes 18. Jahrhundert | Fotos hochladen                |
| Golden-Ross-Kaserne                             | Große Bleiche 49/51 Lage                          | 1766/67                              | heute Landesmuseum Mainz; langgestreckter barocker Putzbau mit zweieinhalbgeschossigen Eckbauten mit Mansardwalmdächern, 1766/67, Architekt Jakob Joseph Schneider (Bauhofstraße 1 wohl 1743/43), auf dem Mittelrisalit Goldenes Ross von 1774 (Rekonstruktion); Erweiterung zur Vierflügelanlage durch Hofflügel und ehemalige Reithalle, vierzehnachsiger frühklassizistischer Walmdachbau, 1770, Architekt Jakob Joseph Schneider | weitere Bilder Fotos hochladen |
| Allianzhaus                                     | Große Bleiche 60/62, Flachsmarktstraße 36 Lage    | 1960–62                              | städtebaulich bedeutendes Büro- und Geschäftshaus mit verglaster Erdgeschosszone und roter Sandsteinfassade, 1960–62, Architekt Ludwig Goerz, Wiesbaden; zugehörig der Vorplatz; bauliche Gesamtanlage | weitere Bilder Fotos hochladen |
| Wohnhaus                                        | Große Weißgasse 14 Lage                           | erste Hälfte des 18. Jahrhunderts    | schlichtes dreigeschossiges Wohnhaus, teilweise Fachwerk (verputzt), erste Hälfte des 18. Jahrhunderts, rückwärtige Aufstockung im 19. Jahrhundert | Fotos hochladen                |
| Gutenberg-Denkmal                               | Gutenbergplatz Lage                               | 1832/33                              | überblebensgroßes Bronzestandbild, Bronzereliefplatten, 1832/33 von Bertel Thorvaldsen | weitere Bilder Fotos hochladen |
| Wohn- und Geschäftshaus                         | Gutenbergplatz 1 Lage                             | um 1810                              | dreigeschossiges Wohn- und Geschäftshaus nach französischem Vorbild, Empirestil, um 1810, Architekt J. F. Eustache de St. Far | Fotos hochladen                |
| Staatstheater Mainz                             | Gutenbergplatz 7 Lage                             | 1829–1833                            | Rechteckbau mit halbrundem Zuschauerhaus, 1829–1833, Architekt Georg Moller, seitliche Anbauten 1838, ummantelnde Erweiterung 1910–1912, Architekt Adolf Gelius, Reliefs von Ludwig Lipp senior, 1910 | weitere Bilder Fotos hochladen |
| Keller                                          | Gymnasiumstraße, unter Nr. 7 Lage                 | 1627                                 | tonnengewölbte Kelleranlagen des ehemaligen Greiffenklau’schen Hofes von 1627, 1865 teilweise überformt, Sandsteinplattenboden | BW                             |
| Mauer                                           | Hänleingäßchen Lage                               |                                      | Bruchsteinmauer mit gotischer Pforte | Fotos hochladen                |
| Wohnhaus                                        | Hänleingäßchen 3 Lage                             | 17. Jahrhundert                      | schlichtes dreigeschossiges Wohnhaus, teilweise Fachwerk (verputzt), wohl aus dem 17. Jahrhundert, Pforte bezeichnet 1713: barocker Torbogen | Fotos hochladen                |
| Wohn- und Geschäftshaus                         | Heidelbergerfaßgasse 15 Lage                      | 1876                                 | Wohn- und Geschäftshaus, teilweise Backstein, 1876, Architekt Joseph H. A. Lucas | Fotos hochladen                |
| Johanniterkommende Zum Heiligen Grab            | Heiliggrabgasse 2 Lage                            | 1740–1748                            | ummauerte dreiflügelige Hofanlage nach Vorbild des französischen Stadthotels, Hauptbau mit übergiebelter Mitte und Mansardwalmdach, 1740–1748, Architekten Johann Kaspar Bagnato unter Mitwirkung von Anselm Franz von Ritter zu Groenesteyn; mit Ausstattung | weitere Bilder Fotos hochladen |
| Wohnhaus                                        | Heiliggrabgasse 8 Lage                            | frühes 17. Jahrhundert               | Dreifensterhaus, teilweise Fachwerk, mit Ladenarkatur, frühes 17. Jahrhundert | Fotos hochladen                |
| Haus Zum kleinen Engel                          | Heiliggrabgasse 9 Lage                            | Ende des 17. Jahrhunderts            | repräsentatives dreigeschossiges barockes Wohnhaus mit Zeltdach, Eckerker mit Haube, Ende des 17. Jahrhunderts | Fotos hochladen                |
| Haus Zur Weinrebe                               | Heiliggrabgasse 10 Lage                           | 17. Jahrhundert                      | dreigeschossiger verputzter Fachwerkbau, wohl aus dem 17. Jahrhundert; rückwärtig Haus Zum Allen Diefenhaus | Fotos hochladen                |
| Haus Zum Eichhorn                               | Heiliggrabgasse 12 Lage                           | 18. Jahrhundert                      | dreigeschossiges Zweifensterhaus, teilweise Fachwerk, 18. Jahrhundert, wohl unter Einbeziehung älterer Teile, klassizistische Fassade und Walmdach vom Anfang des 19. Jahrhunderts; rückwärtig spätmittelalterlicher Fachwerkbau | Fotos hochladen                |
| Haus Zum Großen Nassau                          | Heringsbrunnengasse 7 Lage                        | um 1710                              | auch Haus Zum Stolzenberg bzw. Stolzenburg; dreigeschossiges barockes Eckwohnhaus, Walmdachbau mit lebhaftem Fassadenrelief, um 1710, wohl unter Einbeziehung älterer Teile | Fotos hochladen                |
| Wohnhaus                                        | Heringsbrunnengasse 15 Lage                       | erste Hälfte des 18. Jahrhunderts    | stattlicher dreigeschossiger Barockbau, teilweise Fachwerk (verputzt), erste Hälfte des 18. Jahrhunderts; mit Ausstattung | Fotos hochladen                |
| Wohnhaus                                        | Himmelgasse 1 Lage                                | um 1500                              | dreigeschossiges, im Kern spätgotisches Wohnhaus, wohl um 1500, barocke Überformung bezeichnet 1735; mittelalterlicher Keller | weitere Bilder Fotos hochladen |
| Erbacher Hof                                    | Himmelgasse 9 Lage                                | 1197                                 | im Kern romanischer, mehrfach erweiterter und umgebauter Komplex, bezeichnet 1606 und 1729; dreigeteilter Hauptbau über mittelalterlicher Kellern, Südflügel 1197 (dendrodatiert); Mittelbau mit frühgotischer Marienkapelle, um 1250 | weitere Bilder Fotos hochladen |
| Katholische Marienkirche                        | Himmelgasse 18 Lage                               | 1900–1903                            | ehemalige Kapuzinerkirche; ehemaliges Kapuzinerkloster, Klosteranlage, 1900–1903, Architekt Clemens Rühl; Klosterkirche St. Franziskus (heute katholische Marienkirche), dreischiffige neuromanische Basilika, sandsteingegliederter Klinkerbau, 1900/01; mit Ausstattung; Klostergebäude, zwei- und dreigeschossiger Klinkerbau, 1902/03                                                                                            | Fotos hochladen                |
| Wohn- und Geschäftshaus                         | Hintere Bleiche 19 Lage                           | um 1890                              | viergeschossiges Wohn- und Geschäftshaus mit Ladenarkatur und Mansarddach, um 1890 | Fotos hochladen                |
| Wohnhäuser                                      | Hintere Bleiche 20/22 Lage                        | um 1700                              | dreigeschossige Wohnhäuser, teilweise Fachwerk (verputzt), um 1700, Nr. 20 1845, 1871 (Kniestock) und um 1910 (Ladeneinbau) verändert, Aufstockung des Hinterhauses in der zweiten Hälfte des 19. Jahrhunderts | Fotos hochladen                |
| Stadtmauer                                      | Hintere Bleiche, in Nr. 23, 25, 27 Lage           |                                      | Reste der mittelalterlichen Wehrmauer | Fotos hochladen                |
| Marienkrönung                                   | Hintere Bleiche, an Nr. 45 Lage                   | um 1750                              | Marienkrönung, Steinrelief, um 1750 | Fotos hochladen                |
| Knebelscher Hof                                 | Hintere Christofsgasse 2 Lage                     | 1588–1598                            | großvolumiger dreigeschossiger Renaissancebau, 1588–1598 mit oktogonalem Treppenturm, nach Kriegszerstörung und Abbruch 1953–1955 Neuaufbau unter Wiederverwendung alter Teile: zweigeschossiger Stein-Eckerker, korbbogige Torfahrt, hofseitig zweigeschossiger Erker mit einzigartiger Tuffsteindekoration nach 1684, im südlich anschließenden Flügel Sturz des Jesuitennoviziats, bezeichnet 1716                                | weitere Bilder Fotos hochladen |
| Hofes Zum Algesheim                             | Hintere Christofsgasse 3 Lage                     | 1726                                 | Eckeinfassung und Torfahrt des Hofes Zum Algesheim, 1726 | Fotos hochladen                |
| Katholische und evangelische St. Josephskapelle | Hintere Christofsgasse 4 Lage                     | 1715–1718                            | achteckiger barocker Walmdachbau, 1715–1718, Architekt Johannes Weydt, Aufstockung 1723/24; Josefsskulptur, bezeichnet 1720, wohl von Burkard Zamels | Fotos hochladen                |
| Wappenstein                                     | Höfchen, an Nr. 4 Lage                            | 1611                                 | Wappenstein des ehemaligen Stadtgerichts, reiches Spätrenaissancewappen des Kurfürsten Johann Schweikhard von Cronberg, bezeichnet 1611 | Fotos hochladen                |
| Südbahnhof                                      | Holzhofstraße, an Nr. 5/7 Lage                    | 1884                                 | Reste des Südbahnhofs; Westfassade des Verwaltungsgebäudes, Architekt wohl Philipp Berdellé, drei Bahnsteigüberdachungen auf gusseisernen Säulen, Bahnsteigunterführung | weitere Bilder Fotos hochladen |
| Wohnhaus                                        | Holzhofstraße 24 Lage                             | letztes Viertel des 19. Jahrhunderts | viergeschossiges historistisches Wohnhaus mit Mansarddach und Belvedere, letztes Viertel des 19. Jahrhunderts | Fotos hochladen                |
| Wohnhaus                                        | Holzhofstraße 30 Lage                             | 1840er Jahre                         | dreigeschossiges klassizistisches Wohnhaus, teilweise Fachwerk (verputzt), 1840er Jahre | Fotos hochladen                |
| Wohnhaus                                        | Holzhofstraße 32 Lage                             | 1864                                 | großvolumiges dreigeschossiges Eckhaus, Blankziegelbau, 1864, Architekt Christian Lothary | Fotos hochladen                |
| Wohnhaus                                        | Holzhofstraße 36 Lage                             | 1840er Jahre                         | dreigeschossiges Wohnhaus, 1840er Jahre | Fotos hochladen                |
| Holzturm                                        | Holzstraße 27 Lage                                | 1366                                 | 1366 erstmals erwähnt, charakteristische Gestalt und Höhe seit der ersten Hälfte des 15. Jahrhunderts, Turmhelm und Hauben der Ecktürmchen rekonstruiert, sechsgeschossiger Torturm aus Bruchsteinmauerwerk, Eckquaderung, Torfahrt stadtseitig kreuzrippengewölbt, rheinseitig als Spitzbogen | weitere Bilder Fotos hochladen |
| Wohnhaus                                        | Holzstraße 39 Lage                                | 1888/89                              | viergeschossiges Zeilenwohnhaus, 1888/89, Architekt Peter Gustav Rühl | Fotos hochladen                |
| Wohnhaus                                        | Holzstraße 40 Lage                                | 1889                                 | viergeschossiges Zeilenwohnhaus, in der symmetrischen Fassade teilweise Ziegelornamente, 1889, Architekt Paul Gustav Rühl | Fotos hochladen                |
| Wohnhaus                                        | Holzstraße 42/44 Lage                             | 1888                                 | viergeschossiges spiegelsymmetrisches Doppelhaus mit ausgebautem Mansarddach, 1888, Architekt August Hock | Fotos hochladen                |
| Wohnhaus                                        | Jakobsbergstraße 3 Lage                           | 1884                                 | viergeschossiges gründerzeitliches Zeilenwohnhaus, sandsteingegliederter Klinkerbau, Sgraffito-Grotesken, 1884, Architekt Conrad Jakoby | Fotos hochladen                |
| Portal                                          | Jakobsbergstraße, an Nr. 4 Lage                   | um 1770                              | fünfachsiges Erdgeschoss mit Sandsteinportal eines ehemaligen Rokokohauses, um 1770 | Fotos hochladen                |
| Wohn- und Geschäftshaus                         | Jakobsbergstraße 5 Lage                           | 1872                                 | viergeschossiges neuklassizistisches Wohn- und Geschäftshaus, verputzter Fachwerkbau, 1872, Architekt Sebastian Ditt | Fotos hochladen                |
| Wohnhaus                                        | Jakobsbergstraße 8 Lage                           | 1791                                 | dreigeschossiges Zeilenwohnhaus mit Kniestock, 1791, Fassade 1866 klassizistisch überformt | Fotos hochladen                |
| Rathaus                                         | Jockel-Fuchs-Platz 1 Lage                         | 1973                                 | siebengeschossiger marmorverkleideter Bau, in die mehrfach rechtwinklig gefaltete Fassade raumhohe vergitterte Fensterwände eingestellt, 1973, Architekten Arne Jacobsen und Otto Weitling | weitere Bilder Fotos hochladen |
| Brunnen                                         | Johannisstraße Lage                               | letztes Viertel des 18. Jahrhunderts | Pumpbrunnen; Rotsandstein, Louis-Seize-Stil, letztes Viertel des 18. Jahrhunderts (Kopie) | Fotos hochladen                |
| Torbogen                                        | Johannisstraße, an Nr. 6 Lage                     | um 1700                              | Torbogen, mit Wappenkartusche, um 1700 | weitere Bilder Fotos hochladen |
| Wohn- und Geschäftshaus                         | Johannisstraße 16 Lage                            | 1950/57                              | Eckwohn- und Geschäftshaus; großzügige Schaufensteranlage und zurückgesetzter, übereck gestellter Ladeneingang mit Holzrahmungen, 1950/57, Architekt F. B. Plaul | Fotos hochladen                |

### Straßen K bis P
| Bezeichnung                                                             | Lage                                                                           | Baujahr                                       | Beschreibung | Bild                                    |
| ----------------------------------------------------------------------- | ------------------------------------------------------------------------------ | --------------------------------------------- | --- | --------------------------------------- |
| Wohnhaus                                                                | Kaiserstraße 18 Lage                                                           | 1881                                          | anspruchsvolles viergeschossiges Wohnhaus, Neurenaissance, 1881, Architekt Rudolf Opfermann | Fotos hochladen                         |
| Wohn- und Geschäftshaus                                                 | Kaiserstraße 22 Lage                                                           | 1877                                          | stattliches Eckwohn- und Geschäftshaus, Neurenaissance und manieristische Formen, 1877, Architekt Peter Gustav Rühl, 1884 verlängert | Fotos hochladen                         |
| Einfahrt                                                                | Kaiserstraße, zu Nr. 24 Lage                                                   | 1877                                          | Einfahrt, Sandsteinpfeiler und qualitätvolles Gitter, 1877 | Fotos hochladen                         |
| Geschäftshaus                                                           | Kaiserstraße 24a Lage                                                          | 1904                                          | ehemals Bezirkssparkasse Mainz; Gründerzeitbau, abgeschrägte Ecke mit laternenbekrönter Kuppel, reicher Neubarock- und Jugendstildekor, 1904, Architekt Fr. Phil. Gill | weitere Bilder Fotos hochladen          |
| Wohnhaus                                                                | Kaiserstraße 38 Lage                                                           | 1881                                          | viergeschossiges Wohnhaus, Dachabschluss mit Kranzgesims und Eierstab, 1881, Architekt Haenlein | Fotos hochladen                         |
| Verwaltungsgebäude                                                      | Kaiserstraße 52 Lage                                                           | 1892                                          | ehemalige Niederlassung der Reichsbank; dreiseitig gebrochener Eckbau, Neurenaissance, 1892, Architekten Havestadt & Contag, Berlin | Fotos hochladen                         |
| Wohn- und Geschäftshaus                                                 | Kaiserstraße 60 Lage                                                           | 1902                                          | fünfgeschossiges Wohn- und Geschäftshaus, Putz- und Sandsteinfassade mit gotisierenden Formen, 1902, Architekt Reinhold Weisse | Fotos hochladen                         |
| Wohnhaus                                                                | Kaiserstraße 64 Lage                                                           | 1902/03                                       | fünfgeschossiges Wohnhaus, Back-Sandsteinfassade mit Jugendstilformen, 1902/1903, Architekt Wilhelm Hahn | Fotos hochladen                         |
| Wohnhaus                                                                | Kaiserstraße 66 Lage                                                           | 1902                                          | fünfgeschossiges Zeilenwohnhaus mit betont vertikal gegliederter Fassade, 1902, Architekt Peter Scheuren | Fotos hochladen                         |
| Wohnhaus                                                                | Kaiserstraße 70, Ernst-Ludwig-Straße 11 Lage                                   | 1902                                          | ursprünglich dreiteilige Baugruppe, 1902, Architekt Oscar Hauswald; Nr. 70 stattlicher Eckbau, Fassaden mit Detailformen aus Gotik, Weserrenaissance und Jugendstil, großes Relieffeld mit Jugendstil-Stuckrahmung, von Nr. 11 erhalten aufwändige neugotische Türrahmung und Loggiabalkon | weitere Bilder Fotos hochladen          |
| Leininger Hof                                                           | Kappelhofgasse 2/4, Weintorstraße 6 Lage                                       | um 1500                                       | langgestreckte Hofanlage, im massiven Erdgeschoss Architekturteile um 1500, Gewände 1730, Fachwerkobergeschoss mit spätgotischen Resten, Eckständer am anschließenden Putzbau | weitere Bilder Fotos hochladen          |
| Hof zum Homberg                                                         | Kappelhofgasse 8 Lage                                                          | ab dem 14. Jahrhundert                        | Treppenturm im oberen Teil wohl aus der zweiten Hälfte des 16. Jahrhunderts, Pforte aus der ersten Hälfte des 14. Jahrhunderts; Kragsturzportal 16. Jahrhundert, Wappenstein bezeichnet 1665 | weitere Bilder Fotos hochladen          |
| Kruzifix                                                                | Kapuzinerstraße, an Nr. 15 Lage                                                | 18. Jahrhundert                               | Holzkruzifix, 18. Jahrhundert | Fotos hochladen                         |
| Keller des Kapuzinerklosters                                            | Kapuzinerstraße, unter Nr. 17, 17a, 19, 19a, 19b und unter Neutorstraße 8 Lage | 17. Jahrhundert                               | Keller des ehemaligen Kapuzinerklosters, unter 19a und b durch Zwischenwand geteilter Kellerraum des 17. Jahrhunderts; unter Neutorstraße 8 und Hintergebäude Kapuzinerstraße 17 Kellergeschoss des ehemaligen Südostflügels mit drei nachweisbaren Bauphasen (1620er Jahre, 1676/78 und 1830er Jahre) | Fotos hochladen                         |
| Wappenstein                                                             | Kapuzinerstraße, an Nr. 19b Lage                                               | 1665                                          | Wappenstein, 1665 | Fotos hochladen                         |
| Wohnhäuser                                                              | Kapuzinerstraße 20, 22, 24 Lage                                                | 18. Jahrhundert                               | dreigeschossige spätbarocke Bürgerhäuser, teilweise Fachwerk (verschiefert), Nr. 24 mit Mansarddach, zweites Viertel des 18. Jahrhunderts, Nr. 20 bezeichnet 1744; mit Ausstattung; tonnengewölbter Keller | Fotos hochladen                         |
| Wohnhaus                                                                | Kapuzinerstraße 25 Lage                                                        | 17. Jahrhundert                               | dreigeschossiges Dreifensterhaus, teilweise Fachwerk (verputzt), 17. Jahrhundert | Fotos hochladen                         |
| Wohnhaus                                                                | Kapuzinerstraße 26 Lage                                                        | 1683                                          | dreigeschossiges barockes Bürgerhaus, teilweise Fachwerk (verschiefert), bezeichnet 1683, spätgotisches Portal; eingemauerte Grabplatte, 1715; tonnengewölbter Keller mit Zisterne | Fotos hochladen                         |
| Wohnhaus                                                                | Kapuzinerstraße 28 Lage                                                        | 18. Jahrhundert                               | dreigeschossiges Zweifensterhaus, teilweise Fachwerk (verputzt), 18. Jahrhundert | Fotos hochladen                         |
| Haus Zum Kleinen Berg                                                   | Kapuzinerstraße 29 Lage                                                        | 1724                                          | dreigeschossiges Dreifensterhaus, teilweise Fachwerk (verputzt), bezeichnet 1724, im Kern wohl älter; tonnengewölbter Keller mit Zisterne | Fotos hochladen                         |
| Wohnhaus                                                                | Kapuzinerstraße 30 Lage                                                        | 18. Jahrhundert                               | dreigeschossiges Zweifensterhaus, teilweise Fachwerk (verputzt), 18. Jahrhundert; mit Ausstattung; Bruchsteinkeller | Fotos hochladen                         |
| Haus Zum Großen Berg                                                    | Kapuzinerstraße 31 Lage                                                        | 1568                                          | dreigeschossiges Zweifensterhaus, teilweise Fachwerk (verputzt), (nachträglich) bezeichnet 1568 | Fotos hochladen                         |
| Wohnhaus                                                                | Kapuzinerstraße 34 Lage                                                        | 18. Jahrhundert                               | dreigeschossiges Eckhaus, teilweise Fachwerk (verputzt), 18. Jahrhundert, im Kern wohl aus dem 17. Jahrhundert, Erdgeschoss im 19. Jahrhundert klassizistisch überformt; mit Ausstattung; Gewölbekeller | Fotos hochladen                         |
| Pfarrhaus St. Ignaz                                                     | Kapuzinerstraße 36 Lage                                                        | 1822                                          | dreigeschossiger kubischer klassizistischer Putzbau, 1822; mit Ausstattung; ältere Keller, teilweise mittelalterlich | Fotos hochladen                         |
| Wohnhaus                                                                | Kapuzinerstraße 37 Lage                                                        | um 1760                                       | dreigeschossiger hausteingegliederter Putzbau, um 1760; mit Ausstattung, unter anderem reichen Treppengeländer | Fotos hochladen                         |
| Wohnhaus                                                                | Kapuzinerstraße 38 Lage                                                        | vor 1838                                      | stattlicher dreigeschossiger Putzbau, bezeichnet 1838 (Wiederaufbau), im Kern älter | Fotos hochladen                         |
| Wohnhaus                                                                | Kapuzinerstraße 39 Lage                                                        | spätes 18. Jahrhundert                        | viergeschossiges Wohnhaus, teilweise Fachwerk (verputzt), spätes 18. Jahrhundert, im Kern älter, Fassade 1836 klassizistisch überformt; Christus in Baldachinnische, Mitte des 18. Jahrhunderts | weitere Bilder Fotos hochladen          |
| Katholische Pfarrkirche St. Ignaz                                       | Kapuzinerstraße 40 Lage                                                        | 1763–1775                                     | kreuzförmiger barocker Saalbau mit dreigeschossiger Schaufassade nach vorbarockem französischem Vorbild, 1763–1775, Architekt Johann Peter Jäger, Skulpturenschmuck von Johann Jakob Junker (1772) und Nikolaus Binterim (1752); mit Ausstattung; an der teilweise erhaltenen Friedhofsmauer Holzkruzifix, Anfang des 16. Jahrhunderts; Mauerstück mit vermauertem spätgotischem Portal; Kreuzigungsgruppe, 1519 gestiftet vom Ehepaar Hans Backoffen; an der Chorostseite Barockportal der ehemaligen Domkurie „Zum Stecklenberg“ | weitere Bilder Fotos hochladen          |
| Wohnhaus                                                                | Kapuzinerstraße 41 Lage                                                        | erste Hälfte des 18. Jahrhunderts             | repräsentativer dreigeschossiger spätbarocker Putzbau, erste Hälfte des 18. Jahrhunderts; mit Ausstattung; Gewölbekeller | Fotos hochladen                         |
| Templerhof                                                              | Kapuzinerstraße, unter Nr. 50 Lage                                             | 14. Jahrhundert                               | Reste des ehemaligen Templerhofes, 14. Jahrhundert: quadratischer Kellerraum mit vierteiligem Kreuzgratgewölbe auf Stützpfeiler, wehrmauerartige Südwand wohl des Speichers | Fotos hochladen                         |
| Wohnhaus                                                                | Kapuzinerstraße 52 Lage                                                        | zweite Hälfte des 18. Jahrhunderts            | großvolumiges dreigeschossiges Wohnhaus, teilweise Fachwerk (verputzt und teilweise verschiefert), zweite Hälfte des 18. Jahrhunderts; mit Ausstattung, altes Holztreppengeländer; hinterhofbegrenzende gotische Giebelmauer | Fotos hochladen                         |
| Wohnhaus                                                                | Kapuzinerstraße 54 Lage                                                        |                                               | dreigeschossiges, im Kern mittelalterliches Wohnhaus, teilweise Fachwerk (verputzt), Hoffassade im frühen 19. Jahrhundert aufgestockt und klassizistisch überformt | Fotos hochladen                         |
| Wohn- und Geschäftshaus                                                 | Karmeliterplatz 3 Lage                                                         | 1950/51                                       | sich an dem barocken, kriegszerstörten Klostergebäude orientierender Mansardwalmdachbau, ursprünglich für das Karmelitenkloster, 1950/1951 | Fotos hochladen                         |
| Madonna                                                                 | Karmeliterplatz, an Nr. 4 Lage                                                 | Anfang des 18. Jahrhunderts                   | Muttergottes, barocke Mondsichelmadonna in Architekturrahmen, Anfang des 18. Jahrhunderts, am ehemaligen Walderdorffer Hof | Fotos hochladen                         |
| Katholische Karmeliterkirche                                            | Karmeliterstraße 5 Lage                                                        | um 1326                                       | dreischiffige gotische Basilika mit Dachreiter, um 1326 bis Mitte des 14. Jahrhunderts; mit Ausstattung; Klostergebäude 1700–1713, Fassade des Südflügels mit prächtigem Barockportal, um 1710, Nischenfigur des Heiligen Josefs; in Schulneubau einbezogener Kreuzgang; neues Klostergebäude (Karmeliterstraße 3), Mansardwalmdachbau, 1950/51 | weitere Bilder Fotos hochladen          |
| Hofportal                                                               | zu Kartäuserstraße 3 Lage                                                      | um 1600                                       | Hofportal mit Renaissance-Gewänden, spätes 16. oder frühes 17. Jahrhundert. Das Gebäude selbst diente von 1762 bis in die Mitte des 19. Jahrhunderts als Brauhaus. | weitere Bilder Fotos hochladen          |
| Wohnhaus                                                                | Kartäuserstraße 7 Lage                                                         | 1863                                          | viergeschossiges Zeilenwohnhaus, klassizistische und neugotische Motive, 1863, Architekt Stephan Steglitz; mit Ausstattung | Fotos hochladen                         |
| Wohn- und Geschäftshaus                                                 | Kartäuserstraße 9 Lage                                                         | 1869                                          | vornehmes dreieinhalbgeschossiges Zeilenwohn- und Geschäftshaus mit Belvedere, Neurenaissance, 1869, Architekt Philipp Krebs; mit Ausstattung | Fotos hochladen                         |
| Wohnhaus                                                                | Kartäuserstraße 11 Lage                                                        | 1863                                          | viergeschossiges Zeilenwohnhaus mit rückwärtigem Flügel, 1863, Architekt wohl Philipp Anton Elbert | Fotos hochladen                         |
| Spolien                                                                 | Kartäuserstraße, zu Nr. 13 Lage                                                | 1595                                          | Spolien am Zwerchhaus des Hofgebäudes, Fachwerk-Renaissancedekorationen, bezeichnet 1595 | Fotos hochladen                         |
| Kartäuserhof                                                            | Kartäuserstraße 14 Lage                                                        | Mitte des 17. Jahrhunderts                    | Restbestand des ehemaligen Kartäuserhofes; eingeschossiger Massivbau, im Kern nach der Mitte des 17. Jahrhunderts, verputzte Giebelwand aus Ziegelmauerwerk 1862, Architekt Paul Martel | Fotos hochladen                         |
| Wohnhaus                                                                | Kartäuserstraße 16 Lage                                                        | 1862                                          | spätklassizistischer Putzbau, 1862; integriert in der spätgotischen rückwärtigen Erdgeschossmauer Architekturteile des Hauses Zur Großen Eich: Fenster- und Portalgewände, 1460; Reste von Wandmalerei, Fragment des Wappens derer Zum Jungen, um 1350 | Fotos hochladen                         |
| Brunnen                                                                 | Kirschgarten Lage                                                              | 1932                                          | barockisierender Laufbrunnen, 1932 | Fotos hochladen                         |
| Haus Zum Beimburg                                                       | Kirschgarten 11 Lage                                                           | spätes 16. Jahrhundert                        | spätgotische Ladenarkatur, Zierfachwerk-Obergeschosse, reiche Dachlandschaft, spätes 16. Jahrhundert; platzbildprägend | weitere Bilder Fotos hochladen          |
| Wohnhaus                                                                | Kirschgarten 21 Lage                                                           | drittes Viertel des 18. Jahrhunderts          | dreigeschossiger kubischer Walmdachbau, drittes Viertel des 18. Jahrhunderts, zweigeschossiger Hausteil aus dem 17. Jahrhundert, in der Rückmauer zur Heiliggrabkommende gotische Fenster vermauert | Fotos hochladen                         |
| Wohn- und Geschäftshaus                                                 | Kirschgarten 23 Lage                                                           | 17. Jahrhundert                               | viergeschossiges Wohn- und Geschäftshaus, Fachwerk-Obergeschosse wohl aus dem 17. Jahrhundert | Fotos hochladen                         |
| Wohnhaus                                                                | Kirschgarten 24 Lage                                                           | 16. und 17. Jahrhundert                       | dreigeschossige Steilgiebelhäuser, verputzte Fachwerkbauten, teilweise aus dem 16. und 17. Jahrhundert | weitere Bilder Fotos hochladen          |
| Wohnhaus                                                                | Kirschgarten 25 Lage                                                           | 18. Jahrhundert                               | dreigeschossiges barockes Dreifensterhaus, teilweise Fachwerk, Mansarddach, 18. Jahrhundert | Fotos hochladen                         |
| Haus Zum Aschaffenberg                                                  | Kirschgarten 26/28 Lage                                                        | um 1500                                       | Doppelhaus mit spätgotischen Fachwerkobergeschossen, um 1500, Erneuerung bezeichnet 1708, Nr. 26 um verschiefertes Fachwerkgeschoss erhöht. Die Giebelfassade hat mit ihrer Konstruktion die typische Erscheinungsform eines der spätgotischen Fachwerkhäuser bewahrt. Der an der Spitze zu einem Hütchen abgewalmte Steilgiebel und die zwischen Bund- und Eckpfosten sowie den Zwischenständern eingefügten, gebogenen Brüstungsstreben sind ebenfalls typisch für die Entstehungszeit. Nach der Fachwerkfreilegung des Fachwerks 1976 und der Rekonstruktion der rötlichen Farbfassung nach Befund gilt es als das älteste bekannte Fachwerkgebäude in Mainz. | Fotos hochladen                         |
| Haus Zur Blauen Klinge                                                  | Kirschgarten 29 Lage                                                           | um 1760/1770                                  | früher Haus Zur Amelburg; schlichter dreigeschossiger Giebelbau, teilweise Fachwerk, um 1760/1770 | Fotos hochladen                         |
| Wohnhaus                                                                | Kirschgarten 30 Lage                                                           | 16. Jahrhundert                               | dreigeschossiges Wohnhaus, Zierfachwerk-Obergeschosse wohl aus dem 16. Jahrhundert, Erdgeschoss im 18. Jahrhundert barock verändert | Fotos hochladen                         |
| Jüngerer Dalberger Hof                                                  | Klarastraße 4 Lage                                                             | 1715–1718                                     | dreigeschossiger, fünfzehnachsiger Barockbau mit reich geschmückten Risaliten und Durchfahrten, 1715–1718, Skulpturenschmuck der Giebelverdachungen 1872/1873 von Heinrich Barth, zweischiffiger Keller; dreigeschossiger Bibliotheksbau, um 1722, Aufstockung 1891; Arresthaus (Ottiliengasse 1), dreigeschossiger klassizistischer Putzbau, 1831–1834, viergeschossige Erweiterung 1890; an der Emmeransstraße dreigeschossiger Flügel, 1880 | weitere Bilder Fotos hochladen          |
| Pfarrhaus St. Stefan                                                    | Kleine Weißgasse 12 Lage                                                       | letztes Viertel des 19. Jahrhunderts          | dreigeschossiger kubischer Ziegelbau, letztes Viertel des 19. Jahrhunderts | weitere Bilder Fotos hochladen          |
| Wohnhaus                                                                | Kötherhofstraße 3 Lage                                                         | 1669                                          | stattlicher Putzbau in Renaissance-Tradition, bezeichnet 1669 | Fotos hochladen                         |
| Wohnhaus                                                                | Lauterenstraße 12/14 Lage                                                      | 1894                                          | viergeschossiges späthistoristisches Eckhaus mit dreigeschossigem Standerker, 1894, Architekt August Hock; ehemalige Bureaus, Backsteinbauten mit Fachwerkgeschoss, Hoftor, Vorgarten mit Einfriedung; bauliche Gesamtanlage | Fotos hochladen                         |
| Wohnhaus                                                                | Lauterenstraße 31 Lage                                                         | 1902                                          | viergeschossiges Zeilenwohnhaus mit Mansarddach, gotisierende Formen, 1902, Architekt Wilhelm Hahn | Fotos hochladen                         |
| Wohnhaus                                                                | Lauterenstraße 33 Lage                                                         | 1888                                          | viergeschossiges Zeilenwohnhaus mit Mansarddach, 1888, Architekt Wilhelm Ludwig | Fotos hochladen                         |
| Wohnhaus                                                                | Lauterenstraße 35 Lage                                                         | 1886/87                                       | viergeschossiges späthistoristisches Zeilenwohnhaus mit flachgeneigtem Dach, 1886/1887, Architekt Philipp Krebs | Fotos hochladen                         |
| Wohn- und Geschäftshaus                                                 | Lauterenstraße 37 Lage                                                         | 1886                                          | repräsentatives viergeschossiges Eckhaus mit ausgebautem Mansarddach, Neurenaissance, 1886, Architekt Philipp Krebs | Fotos hochladen                         |
| Wohnhaus                                                                | Lauterenstraße 46 Lage                                                         | 1887/88                                       | ursprünglich viergeschossiges Zeilenwohnhaus, Backsteinfassade mit Ziegeldekor, 1887/88, Architekt Philipp Berdellé | Fotos hochladen                         |
| Wohnhaus                                                                | Lauterenstraße 48 Lage                                                         | 1887                                          | viergeschossiges Zeilenwohnhaus, Backstein, 1887, Architekt Philipp Berdellé | Fotos hochladen                         |
| Wohn- und Geschäftshaus                                                 | Leichhof 20/22/24 Lage                                                         | 1953                                          | langgestreckter dreigeschossiger Walmdachbau mit Ladenarkatur, 1953, Architekten H. Schneider und Ph. Böswetter | Fotos hochladen                         |
| Domstiftshäuser                                                         | Leichhof 26a–36 (gerade Nummern), Schöfferstraße 2/4 Lage                      | 1778/79                                       | frühklassizistischer dreigeschossiger Winkelbau (Leichhof 30–36 und Schöfferstraße 2/4) sowie gleichgestaltete kleinere Bauten (Leichhof 26a/28), Ladenarkatur, steingewölbte Dächer, 1778/1779, Architekt Franz Ignaz Michael Neumann | Fotos hochladen                         |
| Haus Zum Spiegelberg                                                    | Leichhofstraße 1/3 Lage                                                        | Ende des 17. Jahrhunderts                     | Nr. 1 straßenbildprägender Fachwerkbau, Ende des 17. Jahrhunderts; Nr. 3 Zweifensterhaus, 1950 durch Anbau in Nr. 1 integriert | weitere Bilder Fotos hochladen          |
| Wohn- und Geschäftshaus                                                 | Leichhofstraße 4 Lage                                                          | erstes Viertel des 18. Jahrhunderts           | dreigeschossiges Wohn- und Geschäftshaus, barocker Mansarddachbau mit Ladenarkatur, erstes Viertel des 18. Jahrhunderts; mit Ausstattung | Fotos hochladen                         |
| Haus Zum Schildknecht                                                   | Leichhofstraße 5 Lage                                                          | 17. Jahrhundert                               | dreigeschossiges Wohn- und Geschäftshaus, Fachwerkbau (verputzt), 17. Jahrhundert, Sandsteinarkatur erste Hälfte des 18. Jahrhunderts, Zwerchhaus 20. Jahrhundert | Fotos hochladen                         |
| Fachwerk                                                                | Leichhofstraße 7/9 Lage                                                        | um 1700                                       | kopf- und blattmaskenverzierte Balkenköpfe, um 1700, am dreigeschossigen verputzten Fachwerkbau | Fotos hochladen                         |
| Haus Zum Frauenstein                                                    | Leichhofstraße 11, Leichhof 13 Lage                                            | um 1730                                       | auch Zur Bechtelmünz genannt; dreigeschossiges barockes Eckwohn- und Geschäftshaus, Walmdachbau mit Eckerker, Brüstungsreliefs, um 1730 | Fotos hochladen                         |
| Nagelsäule                                                              | Liebfrauenplatz Lage                                                           | 1916                                          | genagelte Holzsäule mit Schnitzreliefs, Nagelflächen, Spruchtexten und Stifterplaketten, umgeben von drei durch schmiedeeiserne Gitter verbundene Steinsäulen, 1916, Entwurf Stadtbaurat Adolf Gelius und Bildhauer Ludwig Lipp senior | weitere Bilder Fotos hochladen          |
| Torbogen                                                                | Liebfrauenplatz, Domstraße Lage                                                | 1666                                          | barocker Torbogen, ehemaliges Gartenportal der Domkustodie, 1666, Giebelrelief von Anton Scholl, 19. Jahrhundert | Fotos hochladen                         |
| Domkirche St. Martin und St. Stefan                                     | Liebfrauenplatz 4 Lage                                                         | nach 975                                      | bald nach 975 begonnen, nach Schäden und Brand 1081 teilweiser Neubau von Langhaus und Ostchor, vollendet 1137 (ohne Krypta); Palastkapelle St. Gotthard, um 1130; nach schweren Beschädigungen Erneuerung der Seitenschiff-Außenwände, Langhauseinwölbung und Neubau von Westquerhaus und -chor sowie Memorie, vollendet um 1210, Weihe 1239; gotische Seitenkapellen ab 1279 (Norden) und ab 1300 (Süden), Nikolauskapelle vor 1382, Marienkapelle vor 1498; westlicher Vierungsturm mit gotischer Glockenstube, Bekrönung 1767, Architekt Franz Ignaz Michael Neumann; mittlerer Ostturm mit Tambour von 1361; Ausmalung des Innenraums 1859–1864 durch Philipp Veit und Schüler; doppelchörige, dreischiffige romanische Gewölbebasilika, trikonchialer Westturm mit Seitentürmen, Querhaus mit mächtigem Vierungsturm, Langhaus, querhausartiger Ostbau mit Mittelturm und Flankentürmen; Ausstattung: Chorgestühl, Grabdenkmäler, „Udenheimer Kruzifix“ (Gotthardkapelle), in der Memorie Prälatensitz, Renaissance-Epitaphien; Epitaphien und Bildwerke; Kapitelbauten: über zweischiffigem Pfeilerkeller, um 1239, veränderter Kapitelsaal, zweigeschossige Kapitelstube 1489, Schreiberei und Registratur 1589; eingeschossige ehemalige Domschule (Domstraße 3) mit teilweise romanischen Fenstergewänden, tonnengewölbter Keller älter | weitere Bilder Fotos hochladen          |
| Zum Römischen Kaiser                                                    | Liebfrauenplatz 5 Lage                                                         | 1653                                          | heute Gutenberg-Museum; dreiteiliger dreigeschossiger Gebäudekomplex, Mittelteil mit betonter Mittelachse und Balustradenattika, Seitenteile mit dreigeschossigen Rollwerkgiebeln, 1653 und 1657–1664; in der Torfahrt barocke Stuckdecke, um 1665 von Giovanni Domenico Rossi; Kaiserfigur über dem Portikus aus der ersten Hälfte des 18. Jahrhunderts; rückwärtig älterer Bauteil einbezogen; Architektureinfassung eines Renaissance-Laufbrunnens, zwei Renaissanceportale sowie Maskenkonsolen vom ehemaligen Gebäude Zum König von England, 1653 | weitere Bilder Fotos hochladen          |
| Herberge Zum Rothen Haus                                                | Liebfrauenplatz 7 Lage                                                         | 18. Jahrhundert                               | später Zum Goldenen Schwan, heute Weinstube und Hotel; viergeschossiger Putzbau, im Wesentlichen wohl aus dem 18. Jahrhundert, Fachwerk-Aufstockung und klassizistische Überformung 1832 | Fotos hochladen                         |
| Preußische Hauptwache                                                   | Liebfrauenplatz 8 Lage                                                         | 1829                                          | heute Haus am Dom; kubisch aufgebaute Pfeilerarkatur, 1829 | weitere Bilder Fotos hochladen          |
| Marktbrunnen                                                            | Markt Lage                                                                     | 1526                                          | Renaissance-Ziehbrunnen, 1526 gestiftet; Rotsandsteintrog, auf drei Reliefpfeilern Gebälk mit Stifterinschrift und -wappen, figurenreicher Aufsatz, Putten 1767, Madonnenfigur 1890 von Valentin Barth | weitere Bilder Fotos hochladen          |
| Katholische St.-Gotthard-Kapelle                                        | Markt 8 Lage                                                                   | 1137                                          | ehemalige Hof- und Palastkapelle; zweigeschossiger Muschelkalk-Quaderbau, kubisches Schiff mit eingezogenem Chor und halbrunder Apsis, 1137 | Fotos hochladen                         |
| Domhäuser                                                               | Markt 18–26 Lage                                                               | 1771                                          | Domhäuser mit Ladengeschäften, dreiteiliger Rokoko-Bau mit dreigeschossigem, fünfachsigen Mittelbau, Mansarddächer, 1771, Architekt wohl Johann Valentin Thomann; platzbildprägend | weitere Bilder Fotos hochladen          |
| Wohn- und Geschäftshaus                                                 | Markt 31 Lage                                                                  | 1878                                          | repräsentatives viergeschossiges Zeilenwohn- und Geschäftshaus, Neurenaissance/Neubarock, 1878, Architekt Peter Gustav Rühl | Fotos hochladen                         |
| Torbogen                                                                | Mitternachtsgasse, an Nr. 1 Lage                                               | 1741                                          | prächtiges Rotsandsteinportal mit Christusskulptur, bezeichnet 1741 | weitere Bilder Fotos hochladen          |
| Keller                                                                  | Mitternachtsgasse, unter Nr. 3 Lage                                            | Ende des 12. oder Anfang des 13. Jahrhunderts | Einstützenkeller, Bruchsteinquader, wohl Ende des 12. oder Anfang des 13. Jahrhunderts | BW                                      |
| Dalberg-Hammelburger Hof                                                | Mittlere Bleiche 40 Lage                                                       | 1742/43                                       | langgestreckter dreigeschossiger Mansardwalmdachbau, 1742/43, Säulenaltan, um 1790, Architekt Emanuel Herigoyen | Fotos hochladen                         |
| Telehaus                                                                | Münsterplatz 2 Lage                                                            | 1930                                          | ehemaliges Telegraphenamt; winkelförmige, sechseinhalb- und viergeschossige ausgemauerte Eisenbetonkonstruktion, neusachlicher Stil, 1930, Entwurf der Oberpostdirektion Frankfurt am Main | weitere Bilder Fotos hochladen          |
| Römerthal-Wasserleitung                                                 | Münsterstraße, Augustusstraße                                                  | 1865/68                                       | Ziegelmauer in eiförmigem Querschnitt mit Steinkonsolen mit gusseisernen Griffhakenstützen, 1865/68; an der Böschung zwischen Augustusstraße und Tunneleingang Belüftungsschacht mit Sandsteinblendwand mit Zwerchhaus, um 1884; tonnengewölbte Brunnenstube, 1890 (Altmünstergalerie) | Direkt Bild zu diesem Denkmal hochladen |
| Brunnen                                                                 | Münsterstraße Lage                                                             | 1528                                          | Ziehbrunnen; schlichter Rotsandsteinbrunnen, bezeichnet 1528 | Fotos hochladen                         |
| Toranlagen                                                              | Münsterstraße, zu Nr. 3–11 Lage                                                | Ende des 19. Jahrhunderts                     | rechtwinklig gestellte Toranlagen, ehemalige Eingänge zu einer Fabrikanlage der Sektkellerei Henkel & Co., Ende des 19. Jahrhunderts | Fotos hochladen                         |
| Wohnhaus                                                                | Münsterstraße 14 Lage                                                          | um 1895                                       | viergeschossiges Wohnhaus, sandsteingegliederter Klinkerbau, um 1895, Architekt Oscar Hauswald | Fotos hochladen                         |
| Evangelische Altmünsterkirche                                           | Münsterstraße 25 Lage                                                          | 1958–1960                                     | romanisierender Saalbau mit Doppelturmfassade, kupfergedecktes Faltdach, 1958–1960, Architekt Heinrich Otto Vogel, Trier, unter Einbeziehung des barocken und neuromanischen Bestandes; spärliche Mauerreste der ehemaligen Klosterbauten; Pfarrhaus, siebenachsiger Walmdachbau, 1922 | weitere Bilder Fotos hochladen          |
| Neuer Brunnen                                                           | Neubrunnenplatz Lage                                                           | 1726                                          | prunkvoller Laufbrunnen, ovales Rotsandsteinbecken, reliefierter Obelisk, 1726 von Johannes Weydt | weitere Bilder Fotos hochladen          |
| Konsolfigur                                                             | Neubrunnenstraße, an Nr. 2 Lage                                                | 1680                                          | Konsolfigur Heiliger Johannes der Täufer; barocke Sandsteinskulptur, bezeichnet 1680 | Fotos hochladen                         |
| Wohn- und Geschäftshaus                                                 | Neubrunnenstraße 11 Lage                                                       | 1899                                          | viergeschossiges Eckwohn- und Geschäftshaus, neubarocker Mansardwalmdachbau, 1899, Architekt Franz Stadler | Fotos hochladen                         |
| Feuer- und Polizeiwache                                                 | Neubrunnenstraße 13 Lage                                                       | 1891–1894                                     | repräsentativer Neurenaissance-Eckbau, 1891–1894, Architekt Eduard Kreyßig | Fotos hochladen                         |
| Professorenhäuser                                                       | Neue Universitätsstraße 5, 7, 9 Lage                                           | 1784–1786                                     | ehemalige Professorenhäuser; dreigeschossige identische Wohnhäuser, würfelförmige sandsteingegliederte Putzbauten, französischer Stil, 1784–1786, Architekt Rudolph Eickemeyer | weitere Bilder Fotos hochladen          |
| Neutorschule                                                            | Neutorstraße 1 Lage                                                            | 1926                                          | ein- und zweigeschossiger Vierflügelbau, Mittelbau mit Mezzanin und Walmdach, 1926, Architekt Fritz Luft | Fotos hochladen                         |
| Centrale Lokomotiv-Reparaturwerkstätte der Hessischen Ludwigs-Eisenbahn | Neutorstraße 2b, Rheinstraße 3 Lage                                            | vor 1880                                      | später Markthalle, heute Museum für Antike Schifffahrt; ein- bis dreigeschossiger Komplex aus langgestreckten eisernen Hallen, kurz vor 1880, Sandsteinquader-Ummantelung und gestaffelte Giebelgruppe 1929 | weitere Bilder Fotos hochladen          |
| Haus Zu den drei Mohren                                                 | Neutorstraße 3 Lage                                                            | 1710                                          | stattlicher dreigeschossiger barocker Walmdachbau, bezeichnet 1710, Hausmadonna, Immakulata, Umkreis Ehrgott Bernhard (Original im Landesmuseum); mit Ausstattung; dreigeschossiges Nebengebäude | weitere Bilder Fotos hochladen          |
| Wohnhaus                                                                | Neutorstraße 4, Dagobertstraße 1 Lage                                          | 1860                                          | ehemaliges städtisches Octroihaus; dreigeschossiges Doppelhaus, Klinkerbau, neugotische Motive, 1860, Architekt wohl Joseph Laské | Fotos hochladen                         |
| Wohn- und Geschäftshaus                                                 | Neutorstraße 6 Lage                                                            | 1860er Jahre                                  | fünfachsiges viergeschossiges Wohn- und Geschäftshaus, sandsteingegliederte Klinkerfassade, 1860er Jahre, Architekt Wilhelm Usinger, bauzeitliches Treppenhaus mit Buntverglasung | Fotos hochladen                         |
| Handelshaus                                                             | Neutorstraße 6a Lage                                                           | 1862                                          | großvolumiges Weinhandelshaus, dreigeschossiger sandsteingegliederter Putzbau, Neurenaissancemotive, 1862, Architekt Philipp Krebs; mit Ausstattung | Fotos hochladen                         |
| Wohnhaus                                                                | Neutorstraße 7 Lage                                                            | um 1740                                       | dreigeschossiges spätbarockes Dreifensterhaus, um 1740, Zwerchhaus wohl von 1834 | Fotos hochladen                         |
| Wohnhaus                                                                | Neutorstraße 9 Lage                                                            | 1835                                          | viergeschossiges Wohnhaus, verputzter Fachwerkbau, frühklassizistische Fassade, 1835 | Fotos hochladen                         |
| Portal                                                                  | Neutorstraße, an Nr. 18 Lage                                                   | um 1750                                       | Hauspforte, spätbarockes Sandsteinportal | BW                                      |
| Wohn- und Geschäftshaus                                                 | Neutorstraße 21 Lage                                                           | 1883/84                                       | dreigeschossiges Wohn- und Geschäftshaus mit Mansardwalmdach, aufwändige Neurenaissance-Fassade, 1883/84, Architekt Clemens Rühl; tonnengewölbter Keller älter | Fotos hochladen                         |
| Wohnhaus                                                                | Neutorstraße 22 Lage                                                           | frühes 18. Jahrhundert                        | Wohnhaus, teilweise Fachwerk (verputzt), wohl aus dem frühen 18. Jahrhundert | Fotos hochladen                         |
| Wohnhaus                                                                | Neutorstraße 29 Lage                                                           | um 1750                                       | dreigeschossiges Dreifensterhaus, teilweise Fachwerk (verputzt), Mansarddach, um 1750; im Hof Hausrelief (Marienkrönung) | Fotos hochladen                         |
| Wohnhaus                                                                | Neutorstraße 31 Lage                                                           | um 1750                                       | dreigeschossiges Dreifensterhaus, teilweise Fachwerk (verputzt), Mansarddach, um 1750 | Fotos hochladen                         |
| Wohnhaus                                                                | Parcusstraße 6 Lage                                                            | 1888                                          | stattliches späthistoristisches Wohnhaus, Balkone mit filigranen Eisengittern, 1888, Architekten Schumacher und Greiner | Fotos hochladen                         |
| Katholische Pfarrkirche St. Peter                                       | Petersplatz 9 Lage                                                             | 1749–1756                                     | dreischiffige barocke Hallenkirche mit Doppelturmfassade, 1749–1756, Architekt Johann Valentin Thoman, Rokokoportale; Petruswappen von Georg Scholl, 19. Jahrhundert; mit Ausstattung | weitere Bilder Fotos hochladen          |
| Neues Zeughaus                                                          | Peter-Altmeier-Allee 1 Lage                                                    | 1738–1740                                     | heute Staatskanzlei; palaisartiger Mansardwalmdachbau, 1738–1740, Architekt wohl Maximilian von Welsch, Giebelbekrönung von Burkhard Zamels | weitere Bilder Fotos hochladen          |
| Anne-Frank-Schule                                                       | Petersstraße 2 Lage                                                            | 1907                                          | Restbestand des Neurenaissancebaus mit Renaissance-Spolien, 1907, Architekt Adolf Gelius: Standerker des Adelshofs Bickenbau, bezeichnet 1574; Sandsteinsäulen vom Stadioner Hof, 16. Jahrhundert; Neurenaissance-Portale und -erker; neugotisches Treppenhaus, Neurenaissance-Lichthof | weitere Bilder Fotos hochladen          |
| Haus Zur Muskate                                                        | Pfaffengasse 4 Lage                                                            | 1687                                          | ehemaliger Dompfarrhof; achtachsiger Walmdachbau, teilweise Fachwerk (verschiefert), 1687, spätbarocke Veränderungen, Mitte des 18. Jahrhunderts; mit Ausstattung; Reste der Hofummauerung mit Torbogen, Mitte des 18. Jahrhunderts, gotisches Steinrelief, bezeichnet 1402 | Fotos hochladen                         |
| Jupitersäule                                                            | Platz der Mainzer Republik Lage                                                | 1934                                          | Kopie von 1934 des in der Neustadt aufgefundenen antiken, Kaiser Nero (54–68 n.Chr.) gewidmeten Originals; Reliefs von Gottheiten in Steinguss; Opferaltar; Bildhauer Jean Sauer und Karl Wiener, Mainz | Fotos hochladen                         |

### Straßen Q bis Z
| Bezeichnung                                     | Lage                                           | Baujahr                              | Beschreibung | Bild                           |
| ----------------------------------------------- | ---------------------------------------------- | ------------------------------------ | --- | ------------------------------ |
| Katholische Pfarrkirche St. Quintin             | Quintinsstraße 1 Lage                          | um 1288                              | gotische Hallenkirche mit Walmdach, um 1288 bis um 1330, Turmobergeschoss bezeichnet 1489 (Einbau der Türmerwohnung); mit Ausstattung Grabplatten des ehemaligen Kirchhofs, 15. bis 18. Jahrhundert | weitere Bilder Fotos hochladen |
| ehemalige katholische Reichklarakirche          | Reichklarastraße 1 Lage                        | um 1300                              | heute Naturhistorisches Museum; Außenmauern des zweischiffigen gotischen Baus mit Treppentürmchen, um 1300 | weitere Bilder Fotos hochladen |
| Heilig-Geist-Spital                             | Rentengasse 2 Lage                             | 1236                                 | im Kern spätromanischer kubischer Walmdachbau, 1236 begonnen, Umgestaltung nach 1462, grundlegende Restaurierung ab 1975 | weitere Bilder Fotos hochladen |
| Raimunditor                                     | Rheinallee Lage                                | 1885                                 | Mauerscheibe mit Fußgängerdurchgang, eingefasst von Pfeilern mit Diamantquaderung, ein Pfeiler bekrönt mit Figur des Hessischen Löwen, ursprünglich ein weiterer entsprechender Flügel, 1885 | weitere Bilder Fotos hochladen |
| Wohnhaus                                        | Rheinallee 3a Lage                             | 1909                                 | viergeschossiges Zeilenwohnhaus mit geometrisch-abstrakter Putzornamentik, 1909, Architekt Oscar Hauswald | Fotos hochladen                |
| Stadtbibliothek Mainz                           | Rheinallee 3b Lage                             |                                      | breitgelagerter Putzbau mit Giebelrisalit, 1912, Architekt Adolf Gelius, Reliefs von Bildhauer Lipp | weitere Bilder Fotos hochladen |
| Wohnhaus                                        | Rheinallee 3c Lage                             | 1913                                 | viergeschossiges Wohnhaus mit halbrundem Standerker, Attikageschoss, 1913, Architekt Reinhold Weisse | Fotos hochladen                |
| Wohn- und Geschäftshaus                         | Rheinallee 3d Lage                             | 1915                                 | viergeschossiges neuklassiztisches Wohn- und Geschäftshaus, Jugendstildekor, 1915, Architekt Franz Plaul | Fotos hochladen                |
| Brückentor                                      | Rheinstraße, Bauerngasse Lage                  | 1837                                 | ursprünglich dreiteilig, jetzt nur noch die zwei äußeren Mauerscheiben aus Rotsandsteinquadern mit Fußgängerdurchgängen und Schießscharten erhalten, Pfeiler mit bekrönenden Obeliskenlaufsätzen, 1837 | weitere Bilder Fotos hochladen |
| Schlosstor                                      | Rheinstraße, Große Bleiche Lage                | 1880                                 | zwei Mauerscheiben mit Fußgängerdurchlass von Pfeilern mit Diamantquaderung eingefasst, mittlere Pfeiler überhöht mit weiblichen Figuren, 1880 | weitere Bilder Fotos hochladen |
| Holzdecke                                       | Rheinstraße, in Nr. 13 Lage                    | spätes 19. Jahrhundert               | Holzdecke, Neurenaissance, spätes 19. Jahrhundert | Fotos hochladen                |
| Stadtmauer                                      | Rheinstraße, bei Nr. 21 Lage                   |                                      | größter zusammenhängender Rest der mittelalterlichen Stadtmauer, Bruchsteinmauerwerk mit Werksteineinschlüssen | Fotos hochladen                |
| Ecksäule und Wassermarken                       | Rheinstraße, an Nr. 33 Lage                    | 1850                                 | neuromanische Sandsteinsäule mit Hochwassermarken von 1565, 1573, 1784 und 1845; klassizistische Wassermarke, Porzellan, 1784; gebrannter Stein, 1845 | Fotos hochladen                |
| Türsturz                                        | Rheinstraße, an Nr. 39 Lage                    | 1727                                 | relieferter Sandsteinsturz, bezeichnet 1727 | Fotos hochladen                |
| Wohn- und Geschäftshaus                         | Rheinstraße 45a Lage                           | 1897                                 | fünfgeschossiges gründerzeitliches Eckhaus, Backsteinbau, 1897, Architekt Philipp Krebs | Fotos hochladen                |
| Wohnhaus                                        | Rheinstraße 46 Lage                            | 1896                                 | viergeschossiger Blockbau mit Mansarddach, Back-Sandsteinfassade, 1896, Architekt Peter Gustav Rühl | Fotos hochladen                |
| Wohnhaus                                        | Rheinstraße 48 Lage                            | 1889                                 | viergeschossiges Blockwohnhaus mit ausgebautem Mansarddach, Eckerker mit Tambourkuppel, 1889, Architekt Gustav Peisker | Fotos hochladen                |
| Balkongitter und Wappenkartusche                | Rheinstraße, an Nr. 49 Lage                    | 1750                                 | schmiedeeisernes Balkongitter und Rokoko-Wappenkartusche vom Haus Zum Spanischen Kreuz, 1750, Architekt Abraham Scherer | Fotos hochladen                |
| Wohnhaus                                        | Rochusstraße 2 Lage                            | 1687                                 | verwinkeltes Eckwohnhaus, teilweise Fachwerk (verschiefert), wohl von 1687; Madonna | weitere Bilder Fotos hochladen |
| Wohnhaus                                        | Rochusstraße 6 Lage                            | 1740                                 | dreigeschossiges, im Kern barockes Wohnhaus, 1740, Umbau 1889 | Fotos hochladen                |
| Rochusspital                                    | Rochusstraße 9 Lage                            | 1721–1729                            | monumentaler dreigeschossiger barocker Mansardwalmdachbau mit mittiger St.-Rochuskapelle, 1721–1729, Architekt Johann Baptist Ferolski; am Säulenportal der Kapelle Wappen Kurfürst Franz Lothar von Schönborn, Statue des Heiligen Rochus, 1727 von Burkhard Zamels | weitere Bilder Fotos hochladen |
| Wohnhaus                                        | Rochusstraße 10/12 Lage                        | 1906                                 | dreigeschossiges späthistoristisches Eckwohnhaus mit Mansardwalmdach, Jugendstileinflüsse, bezeichnet 1906, Architekt Peter Gustav Rühl; straßenbildprägend | Fotos hochladen                |
| Haus Zum Diefenstein                            | Rochusstraße 11 Lage                           | erste Hälfte des 18. Jahrhunderts    | dreigeschossiges Wohnhaus, teilweise Fachwerk (verputzt), erste Hälfte des 18. Jahrhunderts | weitere Bilder Fotos hochladen |
| Wohnhaus                                        | Rochusstraße 14/16 Lage                        |                                      | dreigeschossiges Wohnhaus, großvolumiger kubischer Putzbau, am älteren Gebäudeteil Renaissanceportal | Fotos hochladen                |
| Haustür                                         | Rochusstraße, an Nr. 23 Lage                   | um 1780                              | Haustür, Eichenholz, Louis-Seize-Stil, um 1780 | Fotos hochladen                |
| Wohnhaus                                        | Rochusstraße 26 Lage                           | 1889                                 | viergeschossiges Zweifensterhaus, gründerzeitlicher Ziegelbau, 1889 | Fotos hochladen                |
| Wohnhaus                                        | Rochusstraße 32 Lage                           | 17. Jahrhundert                      | dreigeschossiges Wohnhaus, barocker Krüppelwalmdachbau, teilweise Fachwerk (teilweise verputzt), im Kern aus dem 17. Jahrhundert, Aufstockung und Erweiterung im 18. Jahrhundert | Fotos hochladen                |
| Gaststätte                                      | Rotekopfgasse 2 Lage                           | Ende des 17. Jahrhunderts            | zwei- und dreigeschossige Vierflügelanlage, teilweise Fachwerk (verputzt), wohl vom Ende des 17. Jahrhunderts, Keller und wohl im 18. Jahrhundert aufgestockter Treppenturm älter; platzbildprägend | Fotos hochladen                |
| Portal                                          | Rotekopfgasse, an Nr. 4 Lage                   | 1730                                 | Hauspforte, spätbarockes Oberlichtportal, bezeichnet 1730 | Fotos hochladen                |
| Wohnhaus                                        | Scharfensteinergäßchen 2 Lage                  | zweites Viertel des 18. Jahrhunderts | spätbarockes Wohnhaus, teilweise Fachwerk (verschiefert), zweites Viertel des 18. Jahrhunderts; reiche Stuckdecken | Fotos hochladen                |
| Wohnhaus                                        | Scharfensteinergäßchen 3 Lage                  |                                      | im Kern mittelalterlich (Bruchsteingiebelwand), Fachwerkwand wohl aus dem 18. Jahrhundert, Bruchsteinmauer (Hofabschluss) | Fotos hochladen                |
| Stadtmauer                                      | Scharngasse Lage                               |                                      | Reste der mittelalterlichen Stadtmauer | Fotos hochladen                |
| Wohnhaus                                        | Scharngasse 16 Lage                            | 1870                                 | viergeschossiges Wohnhaus, sandsteingegliederter Backsteinbau, 1870 | Fotos hochladen                |
| Wohn- und Geschäftshaus                         | Scharngasse 18 Lage                            | 1870                                 | dreiachsiges, viergeschossiges Wohn- und Geschäftshaus, 1870 | Fotos hochladen                |
| Amt für soziale Angelegenheiten Mainz           | Schießgartenstraße 6, Stiftsstraße 4 Lage      | 1951                                 | ehemals Landesarbeitsamt; viergeschossige Dreiflügelanlage mit hofseitigem Arkadengang, 1951 durch das Architekturbüro E. Petzold | Fotos hochladen                |
| Wohnhaus                                        | Schießgartenstraße 10/10a, Stiftstraße 1a Lage | 1887–1888                            | dreigeschossiger Backsteinbau mit Mansarddach, niedrigerer Flügel, bezeichnet 1887–1888 | Fotos hochladen                |
| Schillerdenkmal                                 | Schillerplatz Lage                             | 1862                                 | Bronzeplastik auf Steinsockel, 1862, Entwurf Johann Baptist Scholl der Jüngere | weitere Bilder Fotos hochladen |
| Osteiner Hof                                    | Schillerplatz 1 Lage                           |                                      | dreigeschossiger hausteingegliederter Monumentalbau, dreiflügeliger geschwungener Mansarddachbau mit mittlerem Kuppeloval, 1747–1752, Architekt Johann Valentin Thomann; platzbildprägend; eingeschossiger Wirtschaftstrakt; Fischweiberl-Brunnen | weitere Bilder Fotos hochladen |
| Skulptur                                        | Schillerplatz, an Nr. 2 Lage                   | erstes Viertel des 18. Jahrhunderts  | Christus als Guter Hirte; Rotsandstein-Baldachinfigur, erstes Viertel des 18. Jahrhunderts, wohl aus der Werkstatt Johann Wolfgang Frölicher, Frankfurt | Fotos hochladen                |
| Bassenheimer Hof                                | Schillerplatz 3 Lage                           | 1750–1755                            | dreigeschossiger hausteingegliederter Mansardwalmdachbau, dreiachsiger Giebelrisalit, 1750–1755, Architekt Anselm Franz von Ritter zu Groenesteyn; Wappen der Bassenheim-Waldbott und Ostein; straßen- und platzbildprägend | weitere Bilder Fotos hochladen |
| Verwaltungsgebäude                              | Schillerplatz 5 Lage                           | 1841                                 | großvolumiger dreigeschossiger Walmdachbau, 1841, Architekt Joseph Roedler | Fotos hochladen                |
| Fremdenbau des Weißfrauenklosters               | Schillerplatz 7 Lage                           | 1718                                 | heute Behördenhaus, dreigeschossiger, barocker Walmdachbau, 1718, Erweiterung und Aufstockung 1863 | Fotos hochladen                |
| Madonna                                         | Schillerplatz, an Nr. 14 Lage                  |                                      | Muttergottes und Eckpfeiler, barocke Baldachinfigur | Fotos hochladen                |
| Wichernhaus                                     | Schillerstraße 9 Lage                          | Ende des 18. Jahrhunderts            | großvolumiger sandsteingegliederter Mansardwalmdachbau, Ende des 18. Jahrhunderts; Schönbornwappen | weitere Bilder Fotos hochladen |
| Schönborner Hof                                 | Schillerstraße 11 Lage                         | 1668–1670                            | dreiflügeliger Walmdachbau mit dreigeschossigen Rollwerkgiebeln, 1668–1670, Architekt Clemens Hinck; Schönborn-Wappen; Wirtschaftsgebäude | weitere Bilder Fotos hochladen |
| Proviantmagazin                                 | Schillerstraße 11a Lage                        | 1863–1867                            | kastellartiges Lagergebäude, 1863–1867; monumentaler Kubus mit vier wuchtigen Sandsteinquader-Ecktürmen, Rundbogenstil, bezeichnet 1865 | weitere Bilder Fotos hochladen |
| Erthaler Hof                                    | Schillerstraße 44 Lage                         | 1734–1741                            | siebenachsiger Mittelbau mit dreiachsigem Giebelrisalit, dreigeschossige Querflügel mit eingeschossigen Anbauten, Mansarddächer, Rokoko, 1734–1741, Architekt Philipp Christoph Freiherr von und zu Erthal; mit Ausstattung; Erweiterung der Nebengebäude 1757/58; Sandsteinskulptur der Heiligen Bilhildis, Anfang des 18. Jahrhunderts                                                                              | weitere Bilder Fotos hochladen |
| Evangelische Johanniskirche                     | Schöfferstraße 1 Lage                          | um 900                               | dreischiffige, im Kern spätkarolingische Basilika mit Vorhalle, um 900, mehrfach überformt, gotischer Westchor, um 1320–1325; an der Ostseite des südlichen Seitenschiffs gotisches Sandsteinportal der St.-Georgen-Kapelle der Domdechanei; an der Langhaussüdseite Heiliger Johannes, Muschelkalk, 1906 von Carlo Culot, Entwurf Augusto Varnesi                                                                    | weitere Bilder Fotos hochladen |
| Geschäftshaus                                   | Schöfferstraße 6 Lage                          | 1832                                 | langgestreckte neuromanische Arkadenhalle, 1832, Architekt Georg Moller; Wappen Bischof Vitus Burg | weitere Bilder Fotos hochladen |
| Wohnhäuser                                      | Schönbornstraße 11/13, Badergasse 3 Lage       | 1881–1883                            | dreigeschossige Rotziegelbauten, 1881–1883, Architekt Eduard Kreyßig; an Nr. 13 Spolie, Wappenstein bezeichnet 1677 | Fotos hochladen                |
| Treppenturm                                     | Schusterstraße, an Nr. 1 Lage                  | erste Hälfte des 17. Jahrhunderts    | Wendeltreppenturm, oktogonaler Renaissance-Turm, teilweise verschiefert, erste Hälfte des 17. Jahrhunderts, Nischenfigur der Heiligen Barbara, bezeichnet 1717 | weitere Bilder Fotos hochladen |
| Treppenturm                                     | Schusterstraße, an Nr. 22–24 Lage              | 1584                                 | oktogonaler Renaissance-Turm des Humbrechthofs, bezeichnet 1584, Obergeschoss 19. Jahrhundert | weitere Bilder Fotos hochladen |
| Wohn- und Geschäftshaus                         | Schusterstraße 42 Lage                         | ab 1950                              | historisierender Neubau auf dreieckigem Grundriss, Ladenarkatur, Mansarddach, skulptierte Scheitelsteine, ab 1950, Architekt Franz Gill | weitere Bilder Fotos hochladen |
| Atelierhaus                                     | Stefansberg 9 Lage                             | 1846                                 | Atelierbau des Bildhauers Anton Decker, heute Teil der Maria-Ward-Schule; dreigeschossiger Mansarddachbau, teilweise Fachwerk (verputzt), 1846, Erweiterungen/Aufstockung 1874/1923 | Fotos hochladen                |
| Maria-Ward-Schule                               | Stefansberg 11 Lage                            | 1830er Jahre                         | ehemaliges Anwesen der Kongregation der Armen Schwestern vom Heiligen Franziskus; drei- und viergeschossiger Putzbau, teilweise Fachwerk, 1830er Jahre; Kapelle, quergestellter Saalbau mit zweigeschossiger Vorhalle, 1873, Architekt Josef Wessicken | Fotos hochladen                |
| Südflügel des Schottenhofs                      | Stefansplatz 1 Lage                            | 1872                                 | dreigeschossiger Monumentalbau auf Quadersockel, bezeichnet 1872; siehe auch Gaustraße 18 | weitere Bilder Fotos hochladen |
| Wohnhaus                                        | Stefansstraße 1 Lage                           | vor 1753                             | siebenachsiges dreigeschossiges Wohnhaus mit zweiachsigem Anbau, im Kern vor 1753, teilweise 1830 klassizistisch überformt | weitere Bilder Fotos hochladen |
| Katholische Pfarrkirche St. Stefan              | Stefansstraße 9 Lage                           | 1290                                 | dreischiffige doppelchörige gotische Hallenkirche mit Querhaus und Turm über westlichem Mittelschiffsjoch, 1290 bis Mitte des 14. Jahrhunderts, Turmaufstockung im 16. Jahrhundert, barocke Haube 1740; mit Ausstattung; stadtbildprägend; spätgotischer Kreuzgang, 1462–1499; an der Ostseite zwei Kapellen und zweischiffige Halle mit Barockportal, bezeichnet 1746, Epitaphien, Grabplatten, Ölberg; Stiftsbering | weitere Bilder Fotos hochladen |
| Spolie                                          | Templerstraße, an Nr. 3 Lage                   | 18. Jahrhundert                      | Spolie, wohl aus dem 18. Jahrhundert | Fotos hochladen                |
| Templertor                                      | Uferstraße, Templerstraße Lage                 | 1837                                 | zwei Mauerscheiben aus Rotsandsteinquadern mit Fußgängerdurchgängen und Schießscharten flankieren breite Durchfahrt, stadtseitig mit Eisenangeln für Türen, Pfeiler mit bekrönenden Kugelaufsätzen, 1837 | Fotos hochladen                |
| Wohnhaus                                        | Uferstraße 3 Lage                              | 1888                                 | dreiseitig freistehendes Eckhaus, dreieinhalbgeschossiger Backsteinkubus, 1888, Architekt Franz-Josef Usinger; im Mezzanin großformatige Malerei, frühe 1930er Jahre; bauzeitliche Einfriedung | Fotos hochladen                |
| Fort Malakoff                                   | Uferstraße 4 Lage                              | 1873                                 | viertelkreisförmiger Rotsandsteinquaderbau mit Schieß- und Kanonenscharten, Seitenfronten und Fassade zum Innenhof mit Rundbogenfenstern, zwei Treppentürme, übermannshohe Umfassungsmauern mit Eisentor, 1873 | Fotos hochladen                |
| Wohnhäuser                                      | Uferstraße 11/13 Lage                          | 1889                                 | dreigeschossige Wohnhäuser mit Mansarddach, Standerker, 1889, Architekt Peter Gustav Rühl | Fotos hochladen                |
| Wohnhaus                                        | Uferstraße 17/19 Lage                          | 1887                                 | viergeschossiges Eckhaus, Standerker mit Zeltdach, 1887, Architekt Franz-Josef Usinger | Fotos hochladen                |
| Wohnhaus                                        | Uferstraße 23 Lage                             | 1888                                 | viergeschossiges Zeilenwohnhaus, Neurenaissanceformen, 1888, Architekten Georg Ohaus und Friedrich Philipp Gill | Fotos hochladen                |
| Wohnhaus                                        | Uferstraße 27 Lage                             | 1887/88                              | viergeschossiges Zeilenwohnhaus mit stark bewegtem Fassadenrelief, ausgebautes Mansarddach, 1887/88, Architekt Peter Gustav Rühl | Fotos hochladen                |
| Wohnhaus                                        | Uferstraße 31 Lage                             | 1887                                 | viergeschossiges Zeilenwohnhaus mit betonter Mittelachse, 1887, Architekt Peter Gustav Rühl | Fotos hochladen                |
| Wohnhaus                                        | Uferstraße 37 Lage                             | 1886                                 | Eckhaus, 1886, Entwurf der Baufirma Zulehner & Cie., trotz Beeinträchtigungen noch wesentlich straßenbildprägend | Fotos hochladen                |
| Wohnhäuser                                      | Uferstraße 41–45 Lage                          | 1886                                 | drei Einfamilienhäuser mit kräftigen Standerkern, 1886, Architekt Peter Gustav Rühl; straßenbildprägend | Fotos hochladen                |
| Wohnhaus                                        | Uferstraße 47/49 Lage                          | 1886                                 | Doppel-Einfamilienhaus, 1886, Architekt Franz-Josef Usinger; straßenbildmitprägend | Fotos hochladen                |
| Wohnhaus                                        | Uferstraße 51/53 Lage                          | 1886                                 | viergeschossiges Doppelhaus mit vortretenden Seitenachsen, 1886, Architekt Peter Schumann | Fotos hochladen                |
| Wohnhaus                                        | Uferstraße 55 Lage                             | 1889                                 | dreigeschossiges Wohnhaus mit stark durchgliederter Fassade, Neurenaissanceformen, 1889, Architekt Franz-Josef Usinger | Fotos hochladen                |
| Wohnhaus                                        | Uferstraße 57 Lage                             | 1898                                 | dreigeschossiges Zeilenwohnhaus, neubarocke Formen, 1898, Architekt Peter Gustav Rühl | Fotos hochladen                |
| Holztor                                         | Uferstraße, Ecke Holzstraße Lage               | 1837                                 | zwei Mauerscheiben aus Rotsandsteinquadern mit Fußgängerdurchgängen und Schießscharten flankieren breite Durchfahrt, stadtseitig mit Eisenangeln für Türen, Pfeiler mit bekrönenden Kugelaufsätzen, 1837 | Fotos hochladen                |
| Mainz-Gustavsburger-Eisenbahnbrücke (Südbrücke) | Victor-Hugo-Ufer 2a/2b Lage                    | 1860–1862                            | Eisenbahnbrücke über den Rhein zwischen Mainz und Ginsheim-Gustavsburg, 1860–1862; nach Kriegszerstörung 1949 Wiederaufbau als Stahlfachwerkkonstruktion; Brückenkopf, neugotisches wehrbauartiges Doppelturmtor, Rotsandstein; bauliche Gesamtanlage | weitere Bilder Fotos hochladen |
| Treppenanlage                                   | Walpodenstraße Lage                            | 1891                                 | fünfläufige Klinkerkonstruktion, 1891, Architekt Eduard Kreyßig | Fotos hochladen                |
| Wohnhaus                                        | Walpodenstraße 1 Lage                          | 1857                                 | repräsentatives dreigeschossiges, zweiflügeliges Eckhaus, neugotische Motive, 1857, Architekt Joseph Laské; mit Ausstattung | Fotos hochladen                |
| Wohnhaus                                        | Walpodenstraße 3 Lage                          | 1847                                 | dreigeschossiges Wohnhaus, 1847, Architekt Joseph Laské, Torfahrt mit Galvanoplastik und Wintergärten, 1867 | Fotos hochladen                |
| Fassboden                                       | Walpodenstraße, in Nr. 5 Lage                  | 1894                                 | reliefierter Fassboden der Firma Henkell & Co., 1894 von Eduard Hermann Schmahl | BW                             |
| Wohn- und Handelshaus                           | Walpodenstraße 7 Lage                          | 1862                                 | viergeschossiges Wohn- und späteres Weinhändlerhaus, Neurenaissancemotive, 1862, Architekt Konrad Kraus | Fotos hochladen                |
| Wohnhaus                                        | Walpodenstraße 9 Lage                          | 1862                                 | dreigeschossiges Wohnhaus, Neurenaissancemotive, 1862, Architekt Johann Wetter | Fotos hochladen                |
| Portal                                          | Walpodenstraße, an Nr. 11 Lage                 | 1861                                 | Portal, Neurenaissance, 1861, Architekt wohl Philipp Krebs | Fotos hochladen                |
| Wandmedaillons                                  | Walpodenstraße, in Nr. 14 Lage                 | 1867                                 | in der Torfahrt Wandmedaillons, antikisierende Relieftondi, 1867, Bildhauer wohl Valentin Barth | BW                             |
| Wohnhaus                                        | Walpodenstraße 15 Lage                         | 1862                                 | repräsentatives viergeschossiges neugotisches Wohnhaus, Fachwerkerker mit Klinkerausfachungen, bezeichnet 1862, Architekt Joseph Laské | Fotos hochladen                |
| Wohnhaus                                        | Walpodenstraße 17 Lage                         | 1862                                 | dreigeschossiges, sechsachsiges spätklassizistisches Mietshaus, 1862 | Fotos hochladen                |
| Wohn- und Mälzereigebäude                       | Walpodenstraße 19 Lage                         |                                      | großvolumiges viergeschossiges Wohn- und Mälzereigebäude, neugotische Motive, 1860, Architekt Joseph Laské; mit Ausstattung | Fotos hochladen                |
| Brauereikeller                                  | Walpodenstraße, zu Nr. 23/25 Lage              | zweite Hälfte des 19. Jahrhunderts   | fünfgeschossige Kelleranlage mit tonnengewölbten Stollenräumen, zweite Hälfte des 19. Jahrhunderts | BW                             |
| Sektkeller                                      | Walpodenstraße 27 Lage                         | 1897                                 | Lagerkeller der Sektkellerei Kupferberg, in den Hang gebauter fünfgeschossiger Felsenkeller, 1897, Architekt Friedrich Pricken, Fassadengestaltung Oscar Hauswald | Fotos hochladen                |
| Wohnhaus                                        | Walpodenstraße 37 Lage                         | 1905                                 | viergeschossiges gotisierendes Zeilenwohnhaus mit Mansarddach, sandsteingegliederter Klinkerbau, 1905, Architekt Georg Suder | Fotos hochladen                |
| Musikverlag Schott                              | Weihergarten 5 Lage                            | um 1790                              | klassizistisches Bürgeranwesen, um 1790; dreigeschossiger, fünfachsiger südlicher Hausteil, Architekt eventuell Wilhelm Schwab; neunachsiger nördlicher Hausteil mit Risalit, um 1790, Architekt wohl Wolfgang Streiter; mit Ausstattung; gärtnerisch gestalteter Innenhof mit klassizistischem schmiedeeisernem Gitter, 1786/87 (aus dem kurfürstlichen Schloss)                                                     | weitere Bilder Fotos hochladen |
| Wohnhaus                                        | Weihergarten 7 Lage                            |                                      | dreigeschossiges klassizistisches Zeilenwohnhaus | Fotos hochladen                |
| Wohnhaus                                        | Weihergarten 8 Lage                            | 1790                                 | viergeschossiges Zeilenwohnhaus, 1790 | Fotos hochladen                |
| Wohnhaus                                        | Weihergarten 9 Lage                            | 1790                                 | dreigeschossiges Zeilenwohnhaus mit Torfahrt, 1790, Architekt Wolfgang Streiter | Fotos hochladen                |
| Kurienhöfe für das Domkapitel                   | Weihergarten 10, 11, 12 Lage                   | 1790/91                              | Kurienhöfe für das Domkapitel, Architekt Emanuel Joseph von Herigoyen; Nr. 10 und 12 dreigeschossige, siebenachsige Putzbauten, 1790/91, Nr. 11 dreigeschossiges Eckgebäude, Rohbau 1795 vollendet | weitere Bilder Fotos hochladen |
| Wohnhaus                                        | Weihergartenstraße 13 Lage                     | 17. Jahrhundert                      | dreigeschossiges Eckwohnhaus, schlichter Walmdachbau, im Kern aus dem 17. Jahrhundert | Fotos hochladen                |
| Wohnhäuser                                      | Weihergartenstraße 14–20 Lage                  | 1789–1791                            | dreigeschossige fünfachsige Zeilenwohnhäuser, barock-klassizistische sandsteingegliederter Putzbauten, 1789–1791; Nr. 14 mit Ausstattung | weitere Bilder Fotos hochladen |
| Weintor                                         | Weintorstraße Lage                             | 1837                                 | zwei Mauerscheiben aus Rotsandsteinquadern mit Fußgängerdurchgängen und Schießscharten flankieren breite Durchfahrt, stadtseitig mit Eisenangeln für Türen, Pfeiler mit bekrönenden Kugelaufsätzen, 1837 | weitere Bilder Fotos hochladen |
| Haus Zum Stein                                  | Weintorstraße 1 Lage                           | Ende des 12. Jahrhunderts            | im Kern romanischer Wohnturm, Ende des 12. Jahrhunderts, Erweiterung und Erhöhung um 1250, Umgestaltung wohl Anfang des 16. Jahrhunderts, Erneuerung nach 1793 | weitere Bilder Fotos hochladen |
| Wohnhaus                                        | Weintorstraße 3 Lage                           | 16. Jahrhundert                      | Putzbau des 16. Jahrhunderts mit älteren Teilen; mit Ausstattung | Fotos hochladen                |
| Torbogen                                        | Weintorstraße, an Nr. 12c Lage                 |                                      | Torbogen mit Wappenstein sowie eingemauertes Dalbergsches Familienwappen im überformten Komplex, im Kern wohl Renaissance | Fotos hochladen                |
| Palazzo                                         | Weißliliengasse 1/3 Lage                       | 1875                                 | palazzoartiges viergeschossiges Doppelhaus, Neurenaissancemotive, 1875, Architekt Peter Gustav Rühl; straßenbildprägend | Fotos hochladen                |
| Wohnhaus                                        | Weißliliengasse 5 Lage                         | 1877                                 | repräsentatives dreigeschossiges Wohnhaus mit Mansardwalmdach, Neurenaissancemotive, 1877 | Fotos hochladen                |
| Wohnhaus                                        | Weißliliengasse 7 Lage                         | 1872                                 | dreigeschossiges Wohnhaus mit rückwärtigem Flügel und Hinterhaus, Mansarddachbau, Neurenaissancemotive, 1872, Architekt Eduard Kreyßig | Fotos hochladen                |
| Hof des St. Stefansstiftes                      | Willigisstraße 6 Lage                          | spätes 17. Jahrhundert               | stattlicher Walmdachbau, teilweise Fachwerk (verputzt), 1826, im Kern aus dem späten 17. Jahrhundert; mit Ausstattung; zwei ältere tonnengewölbte Keller | Fotos hochladen                |
| Präbendehaus des St. Stefansstiftes             | Willigisstraße 7 Lage                          | um 1720                              | stattlicher Krüppelwalmdachbau, teilweise Fachwerk (verputzt), um 1720, Anbau des 19. Jahrhunderts; mit Ausstattung; tonnengewölbter Keller teilweise älter; barocke Ummauerung | Fotos hochladen                |
| Wohnhaus                                        | Zanggasse 32 Lage                              | 1885                                 | viergeschossige Zeilen-Doppelhaushälfte mit Torfahrt, Neurenaissancemotive, 1885, Architekt C. Schumacher, Ladeneinbau 1894 | Fotos hochladen                |
| Wohn- und Geschäftshaus                         | Zanggasse 34 Lage                              | 1885                                 | viergeschossige Zeilen-Doppelhaushälfte mit Torfahrt und Balkon, Neurenaissancemotive, 1885, Architekt C. Schumacher, Ladeneinbau 1929 | Fotos hochladen                |

## Ehemalige Kulturdenkmäler
| Bezeichnung | Lage                         | Baujahr         | Beschreibung                                                                            | Bild            |
| ----------- | ---------------------------- | --------------- | --------------------------------------------------------------------------------------- | --------------- |
| Wohnhaus    | Rochusstraße, zu Nr. 30 Lage | 17. Jahrhundert | Rückgebäude, im Kern aus dem 17. Jahrhundert; aus Denkmalliste gelöscht und abgebrochen | Fotos hochladen |